# Concours Eurovision de la chanson 2021
Open Up
- Pays participants qualifiés pour la finale
- Pays participants éliminés en demi-finale
- Pays ayant participé dans le passé

Rotterdam 2020 (annulé)
Tel-Aviv 2019 Turin 2022
Le Concours Eurovision de la chanson 2021 est la 65e édition du concours. À la suite de l'annulation de l'édition 2020 due à la pandémie de Covid-19, il se tient les 18, 20 et 22 mai 2021 à Rotterdam aux Pays-Bas, qui aurait dû accueillir l'Eurovision 2020. C'est la cinquième fois que le pays accueille l'Eurovision, après les éditions 1958, 1970, 1976 et 1980. Le slogan Open Up (en français Ouvrez-vous), déjà prévu en 2020, reste en place pour 2021. Trente-neuf pays participent à cette édition.
L'Italie remporte cette édition avec la chanson Zitti e buoni interprétée par Måneskin, avec un total de 524 points. C'est la troisième victoire du pays à l'Eurovision, la dernière étant en 1990.
La France arrive en deuxième position avec 499 points, son meilleur résultat depuis 1991. La Suisse termine troisième avec 432 points, son meilleur résultat depuis 1993. L'Islande et l'Ukraine complètent le Top 5.

## Préparation

### Lieu
À la suite de l'annulation du Concours Eurovision de la chanson 2020 le 18 mars 2020, l'UER, les diffuseurs néerlandais AVROTROS, NPO, NOS et la ville de Rotterdam — organisateurs de l'édition 2020 — débutent dès mars 2020 les discussions quant à la possibilité d'accueillir l'édition 2021 à Rotterdam,. La ville de Rotterdam annonce le même jour vouloir accueillir l'édition 2021, sous réserve d'obtenir les fonds nécessaires de la part du gouvernement néerlandais, à hauteur de 6,7 M€. Le 23 avril 2020, le conseil municipal de Rotterdam approuve un nouveau budget pour fournir ces fonds. Finalement, l'UER confirme le 16 mai 2020, au terme du show Eurovision: Europe Shine a Light, que Rotterdam reprendra son rôle de ville hôte,.

### Superviseur exécutif
Le 30 septembre 2019, l'UER annonce que Jon Ola Sand quittera sa position de superviseur exécutif au terme de l'édition 2020, après avoir occupé le poste pendant dix ans,. L'UER annonce le 20 janvier 2020 que le suédois Martin Österdahl sera le nouveau superviseur exécutif. Martin Österdahl était producteur exécutif des éditions 2013 et 2016, ainsi que membre du Groupe de Référence de 2012 à 2018,.

### Organisation

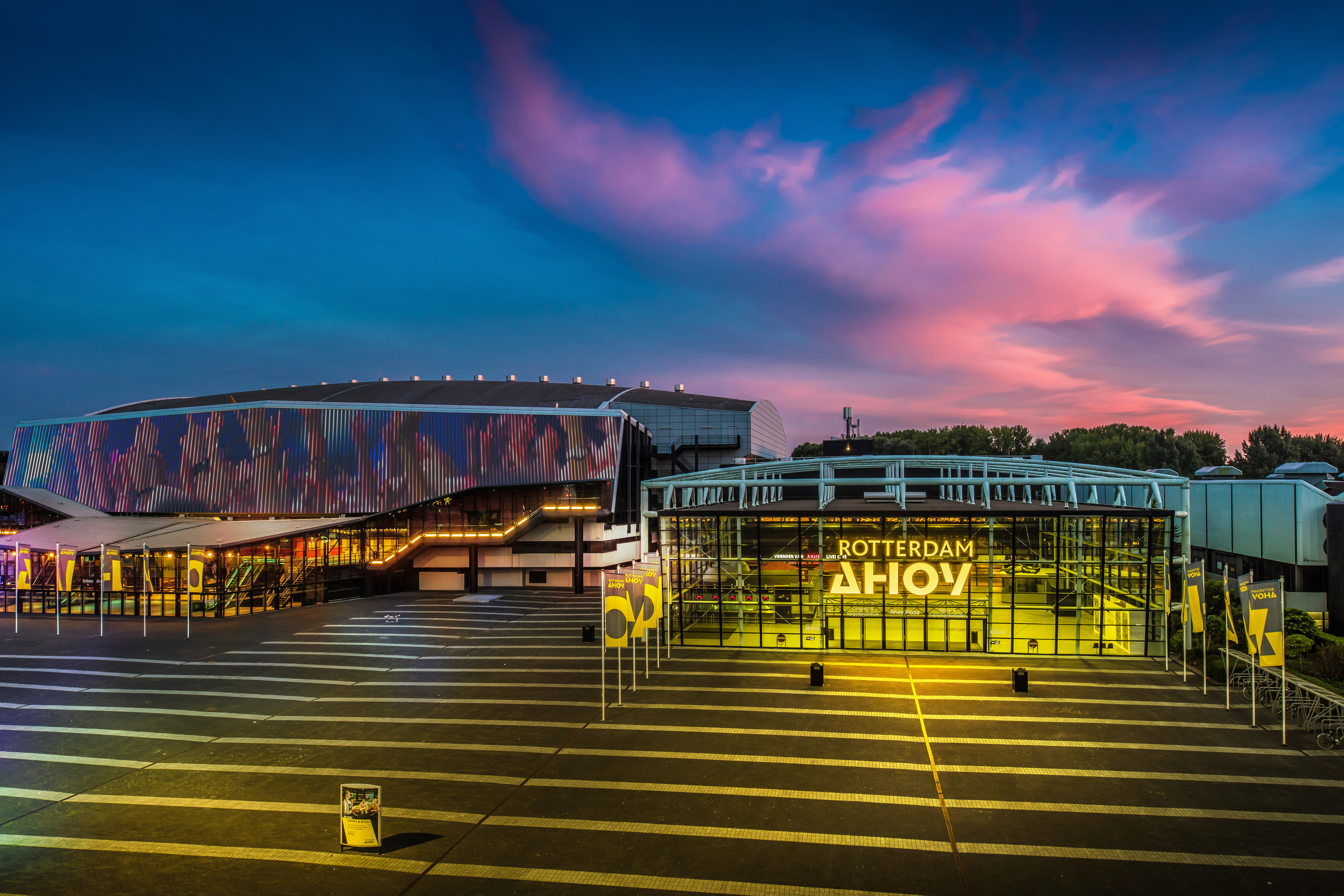
Rotterdam Ahoy, accueille la 65e édition du concours.

Peu après l'annulation de l'Eurovision 2020, la question de l'éligibilité des chansons prévues cette année se pose. L'UER confirmera cependant le 20 mars 2020 que les chansons sélectionnées pour 2020 ne pourront pas concourir en 2021,. Toutefois, vingt-six pays reconduisent l'artiste prévu en 2020 pour les représenter en 2021.
L'UER annonce le 15 juin 2020 que l'Eurovision 2021 se tiendra les 18, 20 et 22 mai 2021,. Le 18 septembre 2020, l'union et le diffuseur NOS présentent les quatre scénarios envisagés pour que les événements puissent avoir lieu quelles que soient les circonstances,, :
- Scénario A : le concours se déroule normalement ;
- Scénario B : le concours se déroule en appliquant la distanciation sociale.
- Scénario C : les différentes délégations ne peuvent se déplacer à Rotterdam en raison de restrictions. Dans ce cas, leur performance est préenregistrée depuis leur propre pays. À Rotterdam, le reste du spectacle se déroule en direct en appliquant la distanciation sociale.
- Scénario D : les performances sont préenregistrées depuis les différents pays participants. Parallèlement, la présentation et les différents entractes se feront en direct depuis Rotterdam, sans public dans la salle.

| Aspect                          | Scénario A (Normal) | Scénario B                       | Scénario C          | Scénario D          |
| ------------------------------- | ------------------- | -------------------------------- | ------------------- | ------------------- |
| Direct depuis Ahoy              | Oui                 | Oui                              | Oui                 | Oui                 |
| Participants à Rotterdam        | Tous                | Tous ou presque                  | Aucun               | Aucun               |
| Public dans la salle            | 100%                | 0-80 %                           | 0-80 %              | Aucun               |
| Événements en marge à Rotterdam | Oui                 | Adaptés                          | Réduits             | Aucun               |
| Capacité du centre de presse    | 1 500 présents      | 500 présents 1 000 virtuellement | 1 500 virtuellement | 1 500 virtuellement |

Le 3 février 2021, l'UER et le diffuseur NOS annoncent que le scénario A ne sera pas utilisé au vu de la situation de la pandémie. L'UER annonce alors se centrer sur le scénario B,. Ce scénario est réaffirmé le 2 mars, lorsque l'UER et NOS présentent les protocoles sanitaires que devront suivre les délégations,. À cette date, la production n'exclut cependant pas les scénarios C ou D en cas de dégradation de la situation sanitaire. Finalement, c'est bien sous le scénario B que s'est déroulé cette édition.
Le 1er avril, l'UER et NOS annoncent qu'un public de 3 500 personnes sera autorisé aux neuf spectacles — les trois directs et les six répétitions générales — ; le gouvernement néerlandais donne son approbation le 29 avril. Chaque membre du public devra avoir un test négatif au Covid-19 pour se présenter,,.
Le 20 décembre 2021, le diffuseur néerlandais NOS annonce que l'organisation a coûté un total de 19 M€, soit plusieurs millions d'euros de moins que le budget prévu. De fait, le budget de l'édition 2020 était de 26,5 M€ avant l'annulation de l'événement et celui révisé de l'édition 2021 était, pour sa part, de 22,7 M€. De plus, les retombées économiques pour la ville et ses habitants s'élèvent à 2,8 M€, un montant moins élevé qu'attendu, en raison de la pandémie de Covid-19 et de la fermeture des commerces non-essentiels aux Pays-Bas pendant la période de l'Eurovision,.

### Partenaires
L'Eurovision 2021 se déroule en partenariat avec plusieurs entreprises. Le sponsor principal est l'entreprise israélienne Moroccanoil, qui endosse ce rôle pour la première fois dans le cadre d'un contrat courant de 2020 à 2024,. Outre cette dernière, les entreprises Osram et Riedel Communications, sont une fois de plus partenaires du concours, tandis que de nouveaux partenariats se forment avec Booking.com et Mercedes-Benz,. L'Eurovision 2021 est également en partenariat avec la WWF.

### Présentateurs
Le 18 septembre 2020, l'UER et le diffuseur NOS annoncent que les présentateurs prévus pour 2020 reprennent leur place pour 2021. Il s'agit de trois femmes et un homme : Edsilia Rombley, chanteuse ayant notamment représenté les Pays-Bas aux Concours Eurovision de la chanson 1998 et 2007 ; Chantal Janzen, actrice, chanteuse et présentatrice de télévision ; Jan Smit, chanteur, présentateur de télévision et acteur ayant notamment commenté les éditions de 2011 à 2019 pour le public néerlandais ; et Nikkie de Jager, vidéaste.

### Slogan et identité visuelle

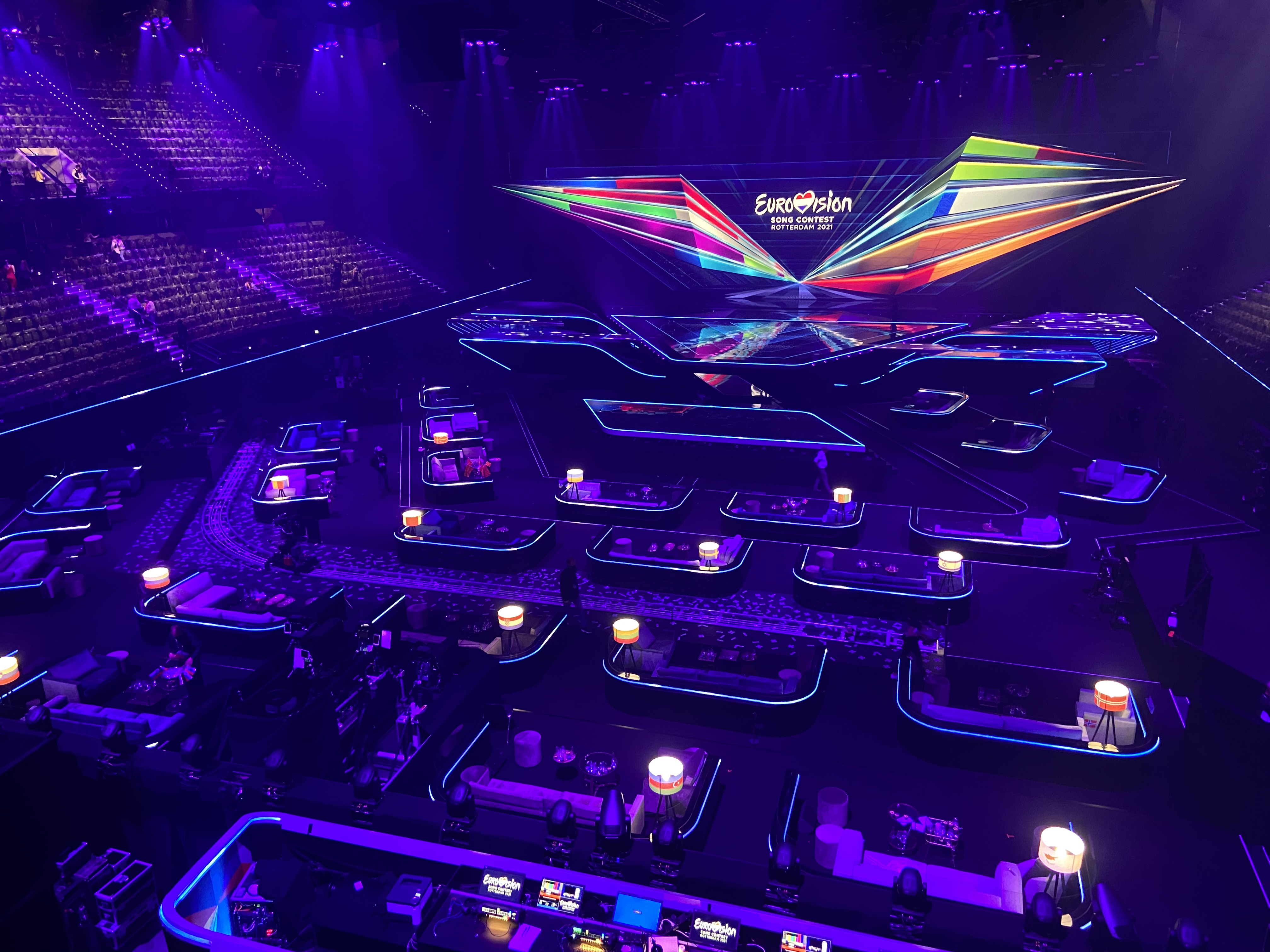
La green room et la scène du concours.

Le 16 mai 2020, l’UER et le diffuseur NOS annoncent à la fin du programme Eurovision: Europe Shine a Light que le slogan Open Up (en français Ouvrez-vous) est conservé. Plus tard, le 18 septembre 2020, Sieste Bakker annonce que les logo, habillage, slogan, thème et design scénique demeureraient inchangés. Le 4 décembre 2020, l'UER et le diffuseur NOS dévoilent finalement un nouveau logo pour 2021,.

## Concours

### Liste des participants
La liste des participants est publiée le 26 octobre 2020. Elle indique la participation de quarante-et-un pays,. Cette édition voit la Bulgarie et l'Ukraine faire leur retour et le retrait de la Hongrie ainsi que du Monténégro. Le 5 mars 2021, l'Arménie annonce son retrait en raison du conflit de 2020 au Haut-Karabagh avec l'Azerbaïdjan. La situation n'est pas inédite, en effet, le pays avait déjà dû se retirer de l'édition 2012, qu se déroulait à Bakou, en Azerbaïdjan, pour des raisons de sécurité et à cause de conflit opposant les deux pays. Le pays annonce déjà espérer revenir l'édition suivante,. Le 26 mars 2021, la Biélorussie est disqualifiée en raison du caractère politique de la chanson présentée,,. Le nombre de participants est alors réduit à trente-neuf.
En Andorre, malgré un apparent soutien du gouvernement andorran,, le diffuseur du pays RTVA annonce qu'il ne reviendra pas en 2021, sans spécifier ses raisons. Au Maroc, en réponse à des rumeurs selon lesquelles l'UER aurait eu des discussions avec la SNRT concernant une participation marocaine, Karim Sbai, directeur des communications du diffuseur, déclare en février 2020 qu'un retour du Maroc n'a pas été discuté. La liste des participants confirmera ensuite l'absence du pays,. Les diffuseurs bosnien et liechtensteinois renoncent respectivement à un retour et un début en raison de difficultés financières. Les diffuseurs luxembourgeois, monégasque, monténégrin et slovaque annoncent leur non-participation sans citer de raisons. De plus, l'UER annonce n'avoir pas l'intention d'inviter le Kazakhstan ou le Kosovo malgré leur intérêt pour débuter. Enfin, les absences de la Hongrie et de la Turquie ne sont confirmées que lors de la publication de la liste des participants,.

### Tirage au sort des demi-finales

Pays participant à la première demi-finale
Pays pré-qualifié votant dans la première demi-finale
Pays participant à la deuxième demi-finale
Pays pré-qualifié votant dans la deuxième demi-finale

La répartition des pays dans chaque demi-finale de l'édition précédente annulée est conservée dans son intégralité : les pays demi-finalistes gardent leur place dans la partie de demi-finale qui leur a été allouée en 2020 et les pays qualifiés d'office — les Pays-Bas, pays hôte, ainsi que les cinq principaux contributeurs financiers de l'UER : l'Allemagne, l'Espagne, la France, l'Italie et le Royaume-Uni — gardent leur droit de vote pour la même demi-finale que prévu en 2020,
Le tirage a lieu le 28 janvier 2020, avant l'annulation de l'édition 2020, et se fait en fonction des lots suivants, basés sur les tendances des votes lors des concours précédents, :
| Lot 1                                                                           | Lot 2                                                                   | Lot 3                                                                         | Lot 4                                                                   | Lot 5                                                                    |
| ------------------------------------------------------------------------------- | ----------------------------------------------------------------------- | ----------------------------------------------------------------------------- | ----------------------------------------------------------------------- | ------------------------------------------------------------------------ |
| - Albanie - Autriche - Croatie - Macédoine du Nord - Serbie - Slovénie - Suisse | - Australie - Danemark - Estonie - Finlande - Islande - Norvège - Suède | - Arménie - Azerbaïdjan - Biélorussie - Géorgie - Moldavie - Russie - Ukraine | - Bulgarie - Chypre - Grèce - Malte - Portugal - Roumanie - Saint-Marin | - Belgique - Irlande - Israël - Lettonie - Lituanie - Pologne - Tchéquie |

### Artistes de retour
L'édition 2021 voit trois artistes ayant déjà participé prendre part à nouveau au concours : Natalia Gordienko, représentante de la Moldavie en 2006 ; Senhit représentante de Saint-Marin en 2011 ; et Sanja Vučić — membre du groupe Hurricane —, représentante de la Serbie en 2016. De plus, la représentante maltaise Destiny a remporté en 2015 l'édition junior du concours. Enfin, La représentante grecque Stefania a elle aussi participé au concours junior, en 2016 pour les Pays-Bas, en tant que membre du groupe Kisses Band.

### Prestations de secours
Le 18 novembre 2020, l'UER et le diffuseur NOS annoncent que, afin de garantir que tous les participants puissent participer, chaque diffuseur national devra créer un enregistrement dans les conditions du direct avant le concours. Cet enregistrement pourra être utilisé si un participant ne peut pas voyager à Rotterdam ou est soumis à une mise en quarantaine à l'arrivée. Les enregistrements ont lieu en studio, en temps réel, sans aucune modification des voix ou de toute partie de la performance elle-même après l'enregistrement. Un ensemble de directives de production est également publié pour garantir l'équité et l'intégrité des enregistrements,.
Le 20 avril 2021, le diffuseur australien SBS, annonce dans une vidéo diffusée sur les réseaux sociaux que sa représentante, Montaigne, ainsi que la délégation australienne ne peuvent pas se rendre à Rotterdam en mai pour participer en direct à l'Eurovision sur la scène du Rotterdam Ahoy à cause des conditions et restrictions imposées par l'Australie pour quitter le pays pendant la pandémie de Covid-19. La chanteuse australienne participe à la compétition en ayant recours à la prestation de secours pré-enregistrée prévue par l'UER,.
Le 15 mai 2021, Sietse Bakker annonce que dans le cas où un pays dont la délégation est présente à Rotterdam ne peut plus se présenter sur scène, ce pays choisirait entre diffuser sa prestation de secours ou diffuser sa seconde répétition. L'Islande bénéficie de cette mesure, un des membres du groupe Daði & Gagnamagnið ayant contracté le covid-19. La délégation choisit alors d'utiliser la performance des répétitions en remplacement.

### Cartes postales
Les cartes postales sont imaginées en concordance le slogan de l'édition, Open Up, avec le thème « S'ouvrir aux Pays-Bas ». Cependant, en raison des problèmes de restriction de voyage dues à la pandémie de Covid-19, le thème — initialement prévu pour le  concours 2020 avant son annulation — est remanié. Ainsi, les artistes sont présentés via des tiny houses placées à divers endroits des Pays-Bas, et décorées en fonction de leur personnalité et de leur histoire. De plus, chaque artiste tourne, depuis son propre pays, une courte vidéo qui est ensuite incrustée dans le décor de la tiny house,. Les cartes postales se concluent sur l'effet spécial d'un rayon de lumière touchant la tiny house et réfractant les couleurs du drapeau du pays concerné.

### Répétitions
Les répétitions des demi-finalistes se déroulent la semaine précédant le concours, du 8 au 14 mai 2021. Chaque participant a deux répétitions individuelles : la première d'une durée de 30 minutes, la seconde d'une durée de 20 minutes, se déroulant dans l'ordre de passage des demi-finales. Les pays qualifiés d'office — les Pays-Bas et le Big Five — ont également deux répétitions individuelles : la première le jeudi 13 mai 2021 et la seconde le samedi 15 mai 2021. Deux conférences de presse par participant sont également prévues : une après chaque répétition,.
Les répétitions générales sont au nombre de trois par show : deux la veille et une le jour-même. La deuxième répétition générale, souvent nommée jury show, a lieu la veille du direct à la même heure et se déroule devant les jurys nationaux qui enregistrent leurs votes. Elle est donc d'une grande importance pour les participants,.

### Première demi-finale
Cette demi-finale a lieu le mardi 18 mai 2021. L'ordre de passage des participants, déterminé par les producteurs, est annoncé le 30 mars 2021.

#### Ouverture et entracte
L'ouverture de la première demi-finale est assurée par le vainqueur de l'Eurovision 2019, Duncan Laurence, qui interprète sa chanson Feel Something. Pour l'entracte, la chanteuse Davina Michelle et l'actrice Thekla Reuten interprètent The Power of Water, œuvre inspirée par la relation particulière que les Pays-Bas entretiennent avec l'eau,.

#### Résultats
L'Allemagne, l'Italie et les Pays-Bas votent et un extrait de leur chanson est diffusé lors de cette demi-finale,. Les qualifiés sont : la Lituanie, la Russie, la Suède, Chypre, la Norvège, la Belgique, Israël, l'Azerbaïdjan, l'Ukraine et Malte. Cette demi-finale voit la Belgique se qualifier pour la première fois depuis 2017. À l'inverse, la Slovénie échoue pour la première fois depuis 2017. L'Australie  échoue en demi-finale pour la première fois depuis ses débuts. La Croatie ne parvient pas à se qualifier au classement général bien qu'elle se classe dans le top 10 du jury et celui du télévote séparément, une première dans l'histoire de l'Eurovision.
- Qualifiés
- Dernier

| Ordre | Pays              | Artiste         | Chanson         | Langue          | Place | Points |
| ----- | ----------------- | --------------- | --------------- | --------------- | ----- | ------ |
| 01    | Lituanie          | The Roop        | Discoteque      | Anglais         | 04    | 203    |
| 02    | Slovénie          | Ana Soklič      | Amen            | Anglais         | 13    | 44     |
| 03    | Russie            | Manizha         | Russian Woman   | Russe, anglais  | 03    | 225    |
| 04    | Suède             | Tusse           | Voices          | Anglais         | 07    | 142    |
| 05    | Australie         | Montaigne       | Technicolour    | Anglais         | 14    | 28     |
| 06    | Macédoine du Nord | Vasil           | Here I Stand    | Anglais         | 15    | 23     |
| 07    | Irlande           | Lesley Roy      | MAPS            | Anglais         | 16    | 20     |
| 08    | Chypre            | Elena Tsagrinou | El Diablo       | Anglais         | 06    | 170    |
| 09    | Norvège           | TIX             | Fallen Angel    | Anglais         | 10    | 115    |
| 10    | Croatie           | Albina          | Tick-Tock       | Anglais‚ croate | 11    | 110    |
| 11    | Belgique          | Hooverphonic    | The Wrong Place | Anglais         | 09    | 117    |
| 12    | Israël            | Eden Alene      | Set Me Free     | Anglais         | 05    | 192    |
| 13    | Roumanie          | ROXEN           | Amnesia         | Anglais         | 12    | 85     |
| 14    | Azerbaïdjan       | Efendi          | Mata Hari       | Anglais         | 08    | 138    |
| 15    | Ukraine           | Go_A            | Shum (Шум)      | Ukrainien       | 02    | 267    |
| 16    | Malte             | Destiny         | Je me casse     | Anglais         | 01    | 325    |

### Deuxième demi-finale
Cette demi-finale a lieu le jeudi 20 mai 2021. L'ordre de passage des participants, déterminé par les producteurs, est annoncé le 30 mars 2021.

#### Ouverture et entracte
L'ouverture de la deuxième demi-finale est assurée par le danseur de breakdance Redouan Ait Chitt, en duo avec la chanteuse Eefje de Visser dans une pièce intitulée Forward Unlimited,. Pour l'entracte, le danseur de ballet Ahmad Joudeh et le cycliste BMX Dez Maarsen performent un numéro intitulé Close Encounter of a Special Kind,.

#### Résultats
L'Espagne, la France et le Royaume-Uni votent et un extrait de leur chanson est diffusé lors de cette demi-finale,. Les qualifiés sont : Saint-Marin, la Grèce, la Moldavie, l'Islande, la Serbie, l'Albanie, le Portugal, la Bulgarie, la Finlande et la Suisse. Cette demi-finale voit le Danemark échouer pour la première fois depuis 2016 et l'Estonie et la Tchéquie pour la première fois depuis 2017.
- Qualifiés
- Dernier

| Ordre | Pays        | Artiste             | Chanson                   | Langue   | Place | Points |
| ----- | ----------- | ------------------- | ------------------------- | -------- | ----- | ------ |
| 01    | Saint-Marin | Senhit et Flo Rida  | Adrenalina                | Anglais  | 09    | 118    |
| 02    | Estonie     | Uku Suviste         | The Lucky One             | Anglais  | 13    | 58     |
| 03    | Tchéquie    | Benny Cristo        | Omaga                     | Anglais  | 15    | 23     |
| 04    | Grèce       | Stefania            | Last Dance                | Anglais  | 06    | 184    |
| 05    | Autriche    | Vincent Bueno       | Amen                      | Anglais  | 12    | 66     |
| 06    | Pologne     | RAFAŁ               | The Ride                  | Anglais  | 14    | 35     |
| 07    | Moldavie    | Natalia Gordienko   | SUGAR                     | Anglais  | 07    | 179    |
| 08    | Islande     | Daði og Gagnamagnið | 10 Years                  | Anglais  | 02    | 288    |
| 09    | Serbie      | Hurricane           | Loco Loco                 | Serbe    | 08    | 124    |
| 10    | Géorgie     | Tornike Kipiani     | You                       | Anglais  | 16    | 16     |
| 11    | Albanie     | Anxhela Peristeri   | Karma                     | Albanais | 10    | 112    |
| 12    | Portugal    | The Black Mamba     | Love Is on My Side        | Anglais  | 04    | 239    |
| 13    | Bulgarie    | VICTORIA            | Growing Up Is Getting Old | Anglais  | 03    | 250    |
| 14    | Finlande    | Blind Channel       | Dark Side                 | Anglais  | 05    | 234    |
| 15    | Lettonie    | Samanta Tīna        | The Moon is Rising        | Anglais  | 17    | 14     |
| 16    | Suisse      | Gjon's Tears        | Tout l'Univers            | Français | 01    | 291    |
| 17    | Danemark    | Fyr & Flamme        | Øve os på hinanden        | Danois   | 11    | 89     |

### Finale
La finale a lieu le samedi 22 mai 2021. Le pays hôte, les Pays-Bas, tire au sort le numéro 23 dans l'ordre de passage pour la finale lors du Meeting des Délégations avant l'annulation le 9 mars 2020. Le 19 novembre 2020, l'UER et le diffuseur NOS annoncent que les Pays-Bas conservent leur ordre de passage lors de la finale pour 2021. Les pays du Big Five procèdent, après leur seconde répétition, à un tirage au sort déterminant dans quelle partie de la finale ils concourent. Enfin, pour les vingt qualifiés, une conférence de presse est organisée à la suite de chaque demi-finale durant laquelle un tirage au sort similaire a ensuite lieu,, permettant aux producteurs du concours de diffuser l'ordre de passage pendant la nuit suivant la deuxième demi-finale,.

#### Ouverture et entracte
Le traditionnel défilé des finalistes d'ouverture est accompagné d'un remix de Venus, produit et interprété par le DJ néerlandais Pieter Gabriel. Les présentateurs Chantal Janzen, Jan Smit et Edsilia Rombley participent à l'ouverture en chantant certaines parties du morceau,.
Une partie de l'entracte est assurée par Afrojack, Glennis Grace — représentante néerlandaise en 2005 — et le musicien Wulf. Ils se produisent sur Music Binds Us, numéro mêlant musique classique et dance music. Accompagnés d'un orchestre de jeunes musiciens néerlandais, ils interprètent un medley de Hero, Ten Feet Tall et Titanium,.
L'entracte comporte également un medley de chanson gagnantes pour fêter les 65 ans de l'Eurovision sur le thème « Rock the Roof ». Les lieux de Rotterdam comme le Maassilo, l'Hôtel New York et le Musée Boijmans Van Beuningen, sont utilisés comme mise en scène où six précédents gagnants de l'Eurovision reprennent leur chanson victorieuse. Ainsi, Lenny Kuhr, le groupe Teach-In avec Getty Kaspers, Sandra Kim, Helena Paparizou, le groupe Lordi et Måns Zelmerlöw — gagnants respectivement des éditions 1969, 1975, 1986, 2005, 2006 et 2015 —, interprètent respectivement De troubadour, Ding-a-dong, J'aime la vie, My Number One, Hard Rock Hallelujah et Heroes,.
La suite de l'entracte voit Duncan Laurence interpréter sa chanson victorieuse Arcade et son nouveau titre Stars. Cependant, le chanteur ayant contracté le Covid-19, la performance diffusée est un enregistrement des répétitions,,.
Le dernier entracte de cette soirée est assuré par des danseurs néerlandais qui interprètent The Human Countdown. La chorégraphie symbolise des nombres et agit comme un compte à rebours qui met un terme au vote des téléspectateurs.

#### Vote
Lors de la distribution du vote des jurys, le trio Suisse, France et Malte prend immédiatement la tête, avec respectivement le 1re, 2e et 3e places. Si la France prend temporairement la tête entre les votes serbe et finlandais — respectivement 19e et 25e dans l'ordre du vote —, la Suisse se maintient ensuite en tête jusqu'au terme de la procédure. La 3e place varie, quant à elle, occasionnellement entre Malte et l'Italie. Au terme du vote des jurys, le Top 5 est constitué, dans l'ordre de : la Suisse, la France, Malte, l'Italie et l'Islande.
La séquence de télévote commence par l'attribution consécutive de quatre « zéro points », une séquence historique. Le public dans la salle réagit alors en acclamant les malheureux perdants. Parmi eux, le Royaume-Uni termine sans avoir reçu de points ni des jurys ni du télévote. Le classement est, par la suite, modifié lors de l'attribution des points des pays du haut de classement. La Finlande prend ainsi temporairement la tête lorsqu'elle reçoit ses points, avant d'être dépassée par l'Ukraine. C'est finalement lorsque l'Italie reçoit 318 points qu'elle se place en tête. À ce moment, seuls trois pays doivent encore recevoir des points : Malte, la France et la Suisse. Cependant, aucun d'entre eux ne recevra suffisamment de points pour remporter la victoire. L'Italie remporte alors le concours avec 524 points.
Les deux classements montrent des différences de préférence entre les téléspectateurs et les jurys. Le plus grand écart est celui partagé par la Bulgarie, la Serbie, Israël et le Portugal, soit 12 places d'écart. Vient ensuite Malte, classé 3e par les jurys mais 14e au télévote, soit 11 places de différences. D'autres différences de classement notables comptent la Suisse, 1re par les jurys mais seulement 7e au télévote, ou encore l'Ukraine, classée 9e par les jurys mais 2e au télévote,.

#### Résultats

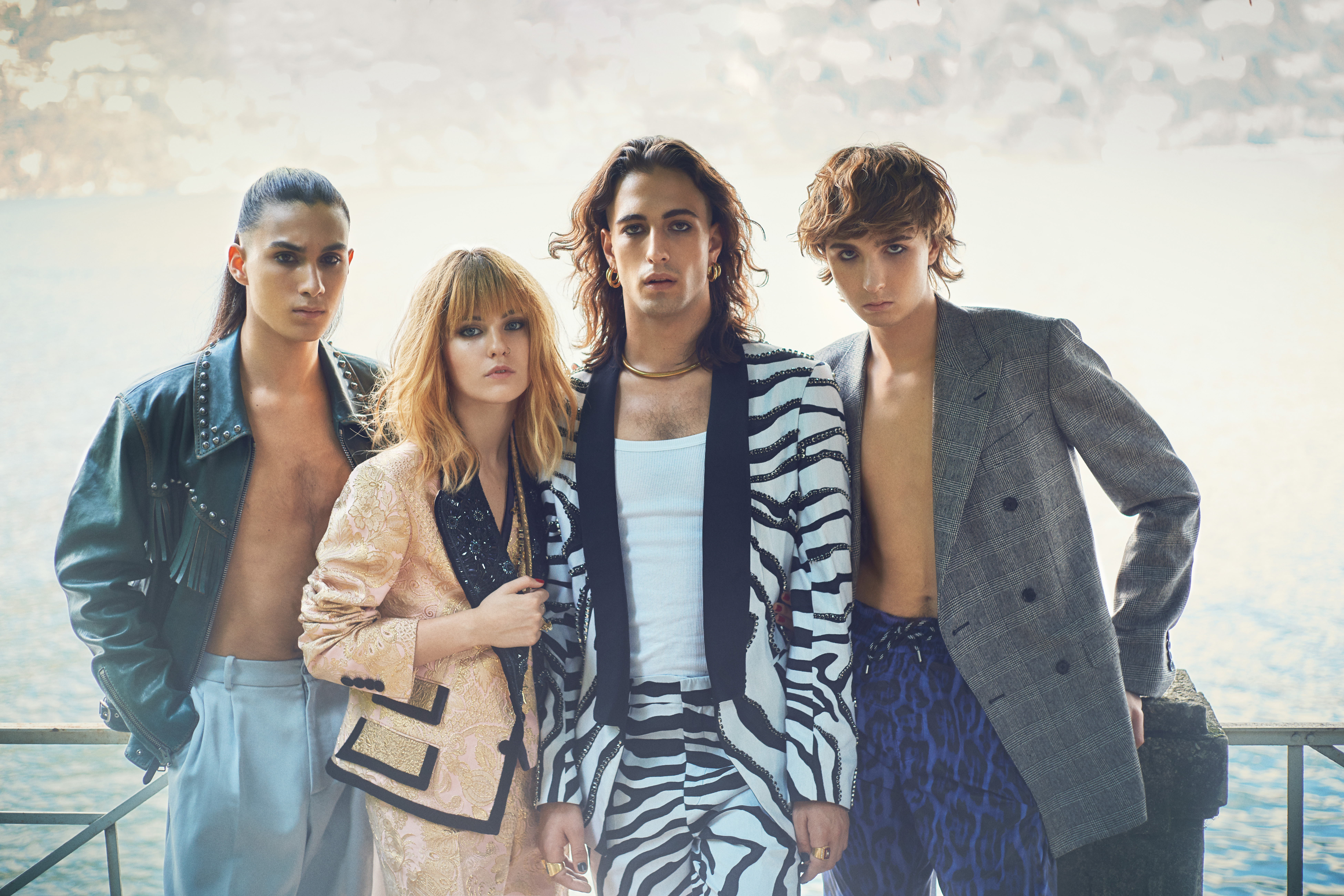
Måneskin, groupe lauréat du Concours Eurovision de la chanson 2021

Cette édition est remportée, avec 524 points, par l'Italie, représentés par le groupe Måneskin et leur chanson Zitti e buoni. Il s'agit de la troisième victoire du pays, la précédente étant en 1990. La France arrive en deuxième position avec 499 points, obtenant ainsi son meilleur résultat et son premier Top 3 depuis 1991. Le podium est complété par la Suisse avec 432 points. Le pays obtient ainsi son meilleur résultat et son premier Top 3 depuis 1993.
Viennent ensuite l'Islande, avec 378 points, qui réalise son meilleur résultat depuis 2009, et l'Ukraine avec 364 points. Le Top 10 est complété par la Finlande, Malte, la Lituanie, la Russie et la Grèce.
Parmi les pays du Big 5, deux arrivent parmi les trois premiers — l'Italie et la France —, une première depuis la création du Big 5. C'est par ailleurs la deuxième fois qu'un pays du Big 5 remporte le concours, après l'Allemagne en 2010. Les autres pays qualifiés d'office arrivent aux quatre dernières positions : les Pays-Bas sont 23es, l'Espagne est 24e, l'Allemagne 25e et le Royaume-Uni termine 26e avec un nul point. Autre fait inédit, aucun de ces quatre pays n'a reçu de points du télévote.
- Premier
- Deuxième
- Troisième
- Dernier

| Ordre | Pays         | Artiste             | Chanson                   | Langue          | Place | Points |
| ----- | ------------ | ------------------- | ------------------------- | --------------- | ----- | ------ |
| 01    | Chypre       | Elena Tsagrinou     | El Diablo                 | Anglais         | 16    | 94     |
| 02    | Albanie      | Anxhela Peristeri   | Karma                     | Albanais        | 21    | 57     |
| 03    | Israël       | Eden Alene          | Set Me Free               | Anglais         | 17    | 93     |
| 04    | Belgique     | Hooverphonic        | The Wrong Place           | Anglais         | 19    | 74     |
| 05    | Russie       | Manizha             | Russian Woman             | Russe, anglais  | 09    | 204    |
| 06    | Malte        | Destiny             | Je me casse               | Anglais         | 07    | 255    |
| 07    | Portugal     | The Black Mamba     | Love Is on My Side        | Anglais         | 12    | 153    |
| 08    | Serbie       | Hurricane           | Loco Loco                 | Serbe           | 15    | 102    |
| 09    | Royaume-Uni  | James Newman        | Embers                    | Anglais         | 26    | 0      |
| 10    | Grèce        | Stefania            | Last Dance                | Anglais         | 10    | 170    |
| 11    | Suisse       | Gjon's Tears        | Tout l'Univers            | Français        | 03    | 432    |
| 12    | Islande      | Daði og Gagnamagnið | 10 Years                  | Anglais         | 04    | 378    |
| 13    | Espagne      | Blas Cantó          | Voy a quedarme            | Espagnol        | 24    | 6      |
| 14    | Moldavie     | Natalia Gordienko   | SUGAR                     | Anglais         | 13    | 115    |
| 15    | Allemagne    | Jendrik             | I Don't Feel Hate         | Anglais         | 25    | 3      |
| 16    | Finlande     | Blind Channel       | Dark Side                 | Anglais         | 06    | 301    |
| 17    | Bulgarie     | VICTORIA            | Growing Up Is Getting Old | Anglais         | 11    | 170    |
| 18    | Lituanie     | The Roop            | Discoteque                | Anglais         | 08    | 220    |
| 19    | Ukraine      | Go_A                | Shum (Шум)                | Ukrainien       | 05    | 364    |
| 20    | France       | Barbara Pravi       | Voilà                     | Français        | 02    | 499    |
| 21    | Azerbaïdjan  | Efendi              | Mata Hari                 | Anglais         | 20    | 65     |
| 22    | Norvège      | TIX                 | Fallen Angel              | Anglais         | 18    | 75     |
| 23    | Pays-Bas H T | Jeangu Macrooy      | Birth of a New Age        | Anglais, sranan | 23    | 11     |
| 24    | Italie       | Måneskin            | Zitti e buoni             | Italien         | 01    | 524    |
| 25    | Suède        | Tusse               | Voices                    | Anglais         | 14    | 109    |
| 26    | Saint-Marin  | Senhit et Flo Rida  | Adrenalina                | Anglais         | 22    | 50     |

#### Conférence de presse du gagnant
Une conférence de presse a lieu après la finale. Måneskin s'exprime sur leur victoire, notamment leur ressenti à la suite du concours, et partage plusieurs de leurs réflexions, notamment sur la trace qu'ils laisseront dans l'histoire de l'Eurovision en tant que vainqueurs de cette édition. Marquant la clôture de cette édition, c'est lors de cette conférence de presse que Martin Österdahl, superviseur exécutif, remet à la délégation italienne un premier cahier des charges pour l'accueil de l'édition suivante.

### Tableaux des votes

#### Première demi-finale
- Dix premiers par les jurys
- Dix premiers par le télévote
- Pays qualifiés
- Dernier

| Détail du vote des jurys lors de la première demi-finale  | Détail du vote des jurys lors de la première demi-finale | Détail du vote des jurys lors de la première demi-finale | Détail du vote des jurys lors de la première demi-finale | Détail du vote des jurys lors de la première demi-finale | Détail du vote des jurys lors de la première demi-finale | Détail du vote des jurys lors de la première demi-finale | Détail du vote des jurys lors de la première demi-finale | Détail du vote des jurys lors de la première demi-finale | Détail du vote des jurys lors de la première demi-finale | Détail du vote des jurys lors de la première demi-finale | Détail du vote des jurys lors de la première demi-finale | Détail du vote des jurys lors de la première demi-finale | Détail du vote des jurys lors de la première demi-finale | Détail du vote des jurys lors de la première demi-finale | Détail du vote des jurys lors de la première demi-finale | Détail du vote des jurys lors de la première demi-finale | Détail du vote des jurys lors de la première demi-finale | Détail du vote des jurys lors de la première demi-finale | Détail du vote des jurys lors de la première demi-finale | Détail du vote des jurys lors de la première demi-finale | Détail du vote des jurys lors de la première demi-finale |
|                                                           |                                                          | Points attribués                                         | Points attribués                                         | Points attribués                                         | Points attribués                                         | Points attribués                                         | Points attribués                                         | Points attribués                                         | Points attribués                                         | Points attribués                                         | Points attribués                                         | Points attribués                                         | Points attribués                                         | Points attribués                                         | Points attribués                                         | Points attribués                                         | Points attribués                                         | Points attribués                                         | Points attribués                                         | Points attribués                                         | Points attribués                                         |
| --------------------------------------------------------- | -------------------------------------------------------- | -------------------------------------------------------- | -------------------------------------------------------- | -------------------------------------------------------- | -------------------------------------------------------- | -------------------------------------------------------- | -------------------------------------------------------- | -------------------------------------------------------- | -------------------------------------------------------- | -------------------------------------------------------- | -------------------------------------------------------- | -------------------------------------------------------- | -------------------------------------------------------- | -------------------------------------------------------- | -------------------------------------------------------- | -------------------------------------------------------- | -------------------------------------------------------- | -------------------------------------------------------- | -------------------------------------------------------- | -------------------------------------------------------- | -------------------------------------------------------- |
| Drapeau de la Lituanie                                    | Drapeau de la Slovénie                                   | Drapeau de la Russie                                     | Drapeau de la Suède                                      | Drapeau de l'Australie                                   | Drapeau de la Macédoine du Nord                          | Drapeau de l'Irlande                                     | Drapeau de Chypre                                        | Drapeau de la Norvège                                    | Drapeau de la Croatie                                    | Drapeau de la Belgique                                   | Drapeau d’Israël                                         | Drapeau de la Roumanie                                   | Drapeau de l'Azerbaïdjan                                 | Drapeau de l'Ukraine                                     | Drapeau de Malte                                         | Drapeau de l'Allemagne                                   | Drapeau de l'Italie                                      | Drapeau des Pays-Bas                                     | Total                                                    |                                                          |                                                          |
| Pays                                                      | Lituanie                                                 |                                                          | –                                                        | 2                                                        | 7                                                        | 2                                                        | –                                                        | 5                                                        | 3                                                        | –                                                        | 6                                                        | 2                                                        | 12                                                       | 8                                                        | –                                                        | 1                                                        | 4                                                        | 4                                                        | 7                                                        | 3                                                        | 66                                                       |
| Pays                                                      | Slovénie                                                 | –                                                        |                                                          | –                                                        | –                                                        | –                                                        | 3                                                        | –                                                        | 6                                                        | 4                                                        | –                                                        | –                                                        | 3                                                        | 7                                                        | 4                                                        | 4                                                        | 5                                                        | –                                                        | –                                                        | –                                                        | 36                                                       |
| Pays                                                      | Russie                                                   | –                                                        | 10                                                       |                                                          | 6                                                        | 7                                                        | 7                                                        | 8                                                        | 8                                                        | 3                                                        | 8                                                        | 12                                                       | 6                                                        | 5                                                        | 12                                                       | –                                                        | 1                                                        | 7                                                        | 5                                                        | 12                                                       | 117                                                      |
| Pays                                                      | Suède                                                    | 3                                                        | –                                                        | 7                                                        |                                                          | 6                                                        | 1                                                        | 1                                                        | 7                                                        | 10                                                       | 1                                                        | 6                                                        | 5                                                        | 4                                                        | 6                                                        | 3                                                        | 10                                                       | 12                                                       | 4                                                        | 5                                                        | 91                                                       |
| Pays                                                      | Australie                                                | 8                                                        | –                                                        | 1                                                        | –                                                        |                                                          | –                                                        | –                                                        | –                                                        | –                                                        | 2                                                        | –                                                        | –                                                        | 2                                                        | –                                                        | 12                                                       | –                                                        | 1                                                        | –                                                        | –                                                        | 26                                                       |
| Pays                                                      | Macédoine du N.                                          | –                                                        | 4                                                        | –                                                        | –                                                        | –                                                        |                                                          | 2                                                        | –                                                        | –                                                        | –                                                        | –                                                        | –                                                        | 6                                                        | –                                                        | –                                                        | –                                                        | –                                                        | –                                                        | –                                                        | 12                                                       |
| Pays                                                      | Irlande                                                  | –                                                        | –                                                        | –                                                        | 1                                                        | 3                                                        | –                                                        |                                                          | 2                                                        | 1                                                        | –                                                        | 3                                                        | –                                                        | –                                                        | 3                                                        | –                                                        | 2                                                        | –                                                        | 1                                                        | –                                                        | 16                                                       |
| Pays                                                      | Chypre                                                   | 4                                                        | 12                                                       | 8                                                        | 4                                                        | 10                                                       | 4                                                        | 4                                                        |                                                          | 5                                                        | 10                                                       | –                                                        | 10                                                       | 3                                                        | –                                                        | 2                                                        | 8                                                        | 5                                                        | 3                                                        | –                                                        | 92                                                       |
| Pays                                                      | Norvège                                                  | 2                                                        | 3                                                        | –                                                        | 8                                                        | 1                                                        | 2                                                        | 3                                                        | –                                                        |                                                          | –                                                        | 7                                                        | 2                                                        | –                                                        | –                                                        | –                                                        | –                                                        | –                                                        | 6                                                        | 4                                                        | 38                                                       |
| Pays                                                      | Croatie                                                  | 1                                                        | 7                                                        | 3                                                        | –                                                        | –                                                        | 8                                                        | 10                                                       | 5                                                        | –                                                        |                                                          | 1                                                        | 1                                                        | 1                                                        | 5                                                        | 8                                                        | 3                                                        | 2                                                        | 2                                                        | –                                                        | 57                                                       |
| Pays                                                      | Belgique                                                 | 10                                                       | 5                                                        | 6                                                        | 2                                                        | –                                                        | –                                                        | –                                                        | 4                                                        | –                                                        | 4                                                        |                                                          | 7                                                        | –                                                        | 2                                                        | 10                                                       | –                                                        | –                                                        | 10                                                       | 10                                                       | 70                                                       |
| Pays                                                      | Israël                                                   | 7                                                        | 2                                                        | 10                                                       | 10                                                       | 8                                                        | 12                                                       | –                                                        | 1                                                        | 8                                                        | 7                                                        | 4                                                        |                                                          | –                                                        | 1                                                        | 6                                                        | –                                                        | 3                                                        | 12                                                       | 8                                                        | 99                                                       |
| Pays                                                      | Roumanie                                                 | 5                                                        | –                                                        | –                                                        | –                                                        | –                                                        | –                                                        | –                                                        | 10                                                       | 2                                                        | 3                                                        | 5                                                        | –                                                        |                                                          | 7                                                        | 7                                                        | 12                                                       | 6                                                        | –                                                        | 1                                                        | 58                                                       |
| Pays                                                      | Azerbaïdjan                                              | –                                                        | 8                                                        | 4                                                        | 3                                                        | 5                                                        | 6                                                        | 7                                                        | –                                                        | 6                                                        | –                                                        | –                                                        | –                                                        | –                                                        |                                                          | –                                                        | 6                                                        | –                                                        | –                                                        | 2                                                        | 47                                                       |
| Pays                                                      | Ukraine                                                  | 12                                                       | 1                                                        | 5                                                        | 5                                                        | 4                                                        | 5                                                        | 6                                                        | –                                                        | 7                                                        | 5                                                        | 10                                                       | 4                                                        | 10                                                       | 8                                                        |                                                          | 7                                                        | 8                                                        | –                                                        | 6                                                        | 103                                                      |
| Pays                                                      | Malte                                                    | 6                                                        | 6                                                        | 12                                                       | 12                                                       | 12                                                       | 10                                                       | 12                                                       | 12                                                       | 12                                                       | 12                                                       | 8                                                        | 8                                                        | 12                                                       | 10                                                       | 5                                                        |                                                          | 10                                                       | 8                                                        | 7                                                        | 174                                                      |
| Le tableau suit l'ordre de passage des pays participants. |                                                          |                                                          |                                                          |                                                          |                                                          |                                                          |                                                          |                                                          |                                                          |                                                          |                                                          |                                                          |                                                          |                                                          |                                                          |                                                          |                                                          |                                                          |                                                          |                                                          |                                                          |

| Détail du télévote lors de la première demi-finale        | Détail du télévote lors de la première demi-finale | Détail du télévote lors de la première demi-finale | Détail du télévote lors de la première demi-finale | Détail du télévote lors de la première demi-finale | Détail du télévote lors de la première demi-finale | Détail du télévote lors de la première demi-finale | Détail du télévote lors de la première demi-finale | Détail du télévote lors de la première demi-finale | Détail du télévote lors de la première demi-finale | Détail du télévote lors de la première demi-finale | Détail du télévote lors de la première demi-finale | Détail du télévote lors de la première demi-finale | Détail du télévote lors de la première demi-finale | Détail du télévote lors de la première demi-finale | Détail du télévote lors de la première demi-finale | Détail du télévote lors de la première demi-finale | Détail du télévote lors de la première demi-finale | Détail du télévote lors de la première demi-finale | Détail du télévote lors de la première demi-finale | Détail du télévote lors de la première demi-finale | Détail du télévote lors de la première demi-finale |
|                                                           |                                                    | Points attribués                                   | Points attribués                                   | Points attribués                                   | Points attribués                                   | Points attribués                                   | Points attribués                                   | Points attribués                                   | Points attribués                                   | Points attribués                                   | Points attribués                                   | Points attribués                                   | Points attribués                                   | Points attribués                                   | Points attribués                                   | Points attribués                                   | Points attribués                                   | Points attribués                                   | Points attribués                                   | Points attribués                                   | Points attribués                                   |
| --------------------------------------------------------- | -------------------------------------------------- | -------------------------------------------------- | -------------------------------------------------- | -------------------------------------------------- | -------------------------------------------------- | -------------------------------------------------- | -------------------------------------------------- | -------------------------------------------------- | -------------------------------------------------- | -------------------------------------------------- | -------------------------------------------------- | -------------------------------------------------- | -------------------------------------------------- | -------------------------------------------------- | -------------------------------------------------- | -------------------------------------------------- | -------------------------------------------------- | -------------------------------------------------- | -------------------------------------------------- | -------------------------------------------------- | -------------------------------------------------- |
| Drapeau de la Lituanie                                    | Drapeau de la Slovénie                             | Drapeau de la Russie                               | Drapeau de la Suède                                | Drapeau de l'Australie                             | Drapeau de la Macédoine du Nord                    | Drapeau de l'Irlande                               | Drapeau de Chypre                                  | Drapeau de la Norvège                              | Drapeau de la Croatie                              | Drapeau de la Belgique                             | Drapeau d’Israël                                   | Drapeau de la Roumanie                             | Drapeau de l'Azerbaïdjan                           | Drapeau de l'Ukraine                               | Drapeau de Malte                                   | Drapeau de l'Allemagne                             | Drapeau de l'Italie                                | Drapeau des Pays-Bas                               | Total                                              |                                                    |                                                    |
| Pays                                                      | Lituanie                                           |                                                    | –                                                  | 7                                                  | 10                                                 | 8                                                  | 4                                                  | 12                                                 | 12                                                 | 12                                                 | 3                                                  | 8                                                  | 5                                                  | 6                                                  | 3                                                  | 12                                                 | 7                                                  | 12                                                 | 8                                                  | 8                                                  | 137                                                |
| Pays                                                      | Slovénie                                           | –                                                  |                                                    | –                                                  | –                                                  | –                                                  | 3                                                  | –                                                  | –                                                  | –                                                  | 5                                                  | –                                                  | –                                                  | –                                                  | –                                                  | –                                                  | –                                                  | –                                                  | –                                                  | –                                                  | 8                                                  |
| Pays                                                      | Russie                                             | 8                                                  | 7                                                  |                                                    | 3                                                  | 7                                                  | 8                                                  | 1                                                  | 7                                                  | 4                                                  | 10                                                 | 2                                                  | 12                                                 | 5                                                  | 8                                                  | 6                                                  | 2                                                  | 6                                                  | 7                                                  | 5                                                  | 108                                                |
| Pays                                                      | Suède                                              | 5                                                  | 2                                                  | 2                                                  |                                                    | –                                                  | –                                                  | 4                                                  | 3                                                  | 10                                                 | –                                                  | 7                                                  | 2                                                  | –                                                  | 1                                                  | 3                                                  | 10                                                 | –                                                  | –                                                  | 2                                                  | 51                                                 |
| Pays                                                      | Australie                                          | –                                                  | –                                                  | 1                                                  | –                                                  |                                                    | –                                                  | –                                                  | –                                                  | –                                                  | –                                                  | –                                                  | –                                                  | –                                                  | –                                                  | 1                                                  | –                                                  | –                                                  | –                                                  | –                                                  | 2                                                  |
| Pays                                                      | Macédoine du N.                                    | –                                                  | 8                                                  | –                                                  | –                                                  | –                                                  |                                                    | –                                                  | –                                                  | –                                                  | 1                                                  | –                                                  | –                                                  | 2                                                  | –                                                  | –                                                  | –                                                  | –                                                  | –                                                  | –                                                  | 11                                                 |
| Pays                                                      | Irlande                                            | 1                                                  | –                                                  | –                                                  | –                                                  | 2                                                  | –                                                  |                                                    | –                                                  | –                                                  | –                                                  | –                                                  | –                                                  | –                                                  | –                                                  | –                                                  | 1                                                  | –                                                  | –                                                  | –                                                  | 4                                                  |
| Pays                                                      | Chypre                                             | 4                                                  | 1                                                  | 5                                                  | 4                                                  | 6                                                  | 6                                                  | 6                                                  |                                                    | 3                                                  | 6                                                  | 3                                                  | 6                                                  | 4                                                  | 4                                                  | 4                                                  | 12                                                 | 1                                                  | 2                                                  | 1                                                  | 78                                                 |
| Pays                                                      | Norvège                                            | 6                                                  | 6                                                  | 6                                                  | 12                                                 | 3                                                  | –                                                  | 2                                                  | 1                                                  |                                                    | 2                                                  | 6                                                  | 4                                                  | 3                                                  | 10                                                 | 2                                                  | 6                                                  | 4                                                  | 1                                                  | 3                                                  | 77                                                 |
| Pays                                                      | Croatie                                            | –                                                  | 12                                                 | –                                                  | 2                                                  | 5                                                  | 12                                                 | 7                                                  | –                                                  | 1                                                  |                                                    | –                                                  | 3                                                  | –                                                  | 2                                                  | –                                                  | –                                                  | 7                                                  | –                                                  | –                                                  | 53                                                 |
| Pays                                                      | Belgique                                           | 10                                                 | 4                                                  | 3                                                  | 5                                                  | –                                                  | 2                                                  | –                                                  | –                                                  | 2                                                  | –                                                  |                                                    | 1                                                  | 1                                                  | –                                                  | 5                                                  | –                                                  | 3                                                  | 4                                                  | 7                                                  | 47                                                 |
| Pays                                                      | Israël                                             | 2                                                  | –                                                  | 4                                                  | 6                                                  | 4                                                  | 1                                                  | 5                                                  | 10                                                 | 5                                                  | 4                                                  | 4                                                  |                                                    | 10                                                 | 12                                                 | 7                                                  | 5                                                  | 5                                                  | 3                                                  | 6                                                  | 93                                                 |
| Pays                                                      | Roumanie                                           | –                                                  | –                                                  | –                                                  | –                                                  | –                                                  | –                                                  | 3                                                  | 5                                                  | –                                                  | –                                                  | 1                                                  | –                                                  |                                                    | 5                                                  | –                                                  | 3                                                  | –                                                  | 10                                                 | –                                                  | 27                                                 |
| Pays                                                      | Azerbaïdjan                                        | 3                                                  | 3                                                  | 10                                                 | 1                                                  | 1                                                  | 7                                                  | –                                                  | 4                                                  | 6                                                  | 8                                                  | 5                                                  | 7                                                  | 7                                                  |                                                    | 10                                                 | 8                                                  | 2                                                  | 5                                                  | 4                                                  | 91                                                 |
| Pays                                                      | Ukraine                                            | 12                                                 | 10                                                 | 12                                                 | 7                                                  | 12                                                 | 5                                                  | 8                                                  | 6                                                  | 7                                                  | 12                                                 | 10                                                 | 8                                                  | 12                                                 | 7                                                  |                                                    | 4                                                  | 10                                                 | 12                                                 | 10                                                 | 164                                                |
| Pays                                                      | Malte                                              | 7                                                  | 5                                                  | 8                                                  | 8                                                  | 10                                                 | 10                                                 | 10                                                 | 8                                                  | 8                                                  | 7                                                  | 12                                                 | 10                                                 | 8                                                  | 6                                                  | 8                                                  |                                                    | 8                                                  | 10                                                 | 12                                                 | 151                                                |
| Le tableau suit l'ordre de passage des pays participants. |                                                    |                                                    |                                                    |                                                    |                                                    |                                                    |                                                    |                                                    |                                                    |                                                    |                                                    |                                                    |                                                    |                                                    |                                                    |                                                    |                                                    |                                                    |                                                    |                                                    |                                                    |

| Première demi–finale                                      | Jurys | Jurys  | Télévote | Télévote | Total | Total  |
| Première demi–finale                                      | Place | Points | Place    | Points   | Place | Points |
| --------------------------------------------------------- | ----- | ------ | -------- | -------- | ----- | ------ |
| Lituanie                                                  | 8e    | 66     | 3e       | 137      | 4e    | 203    |
| Slovénie                                                  | 13e   | 36     | 14e      | 8        | 13e   | 44     |
| Russie                                                    | 2e    | 117    | 4e       | 108      | 3e    | 225    |
| Suède                                                     | 6e    | 91     | 10e      | 51       | 7e    | 142    |
| Australie                                                 | 14e   | 26     | 16e      | 2        | 14e   | 28     |
| Macédoine du Nord                                         | 16e   | 12     | 13e      | 11       | 15e   | 23     |
| Irlande                                                   | 15e   | 16     | 15e      | 4        | 16e   | 20     |
| Chypre                                                    | 5e    | 92     | 7e       | 78       | 6e    | 170    |
| Norvège                                                   | 12e   | 38     | 8e       | 77       | 10e   | 115    |
| Croatie                                                   | 10e   | 57     | 9e       | 53       | 11e   | 110    |
| Belgique                                                  | 7e    | 70     | 11e      | 47       | 9e    | 117    |
| Israël                                                    | 4e    | 99     | 5e       | 93       | 5e    | 192    |
| Roumanie                                                  | 9e    | 58     | 12e      | 27       | 12e   | 85     |
| Azerbaïdjan                                               | 11e   | 47     | 6e       | 91       | 8e    | 138    |
| Ukraine                                                   | 3e    | 103    | 1re      | 164      | 2e    | 267    |
| Malte                                                     | 1re   | 174    | 2e       | 151      | 1re   | 325    |
| Le tableau suit l'ordre de passage des pays participants. |       |        |          |          |       |        |

#### Deuxième demi-finale
- Dix premiers par les jurys
- Dix premiers par le télévote
- Pays qualifiés
- Dernier

| Détail du vote des jurys lors de la deuxième demi-finale  | Détail du vote des jurys lors de la deuxième demi-finale | Détail du vote des jurys lors de la deuxième demi-finale | Détail du vote des jurys lors de la deuxième demi-finale | Détail du vote des jurys lors de la deuxième demi-finale | Détail du vote des jurys lors de la deuxième demi-finale | Détail du vote des jurys lors de la deuxième demi-finale | Détail du vote des jurys lors de la deuxième demi-finale | Détail du vote des jurys lors de la deuxième demi-finale | Détail du vote des jurys lors de la deuxième demi-finale | Détail du vote des jurys lors de la deuxième demi-finale | Détail du vote des jurys lors de la deuxième demi-finale | Détail du vote des jurys lors de la deuxième demi-finale | Détail du vote des jurys lors de la deuxième demi-finale | Détail du vote des jurys lors de la deuxième demi-finale | Détail du vote des jurys lors de la deuxième demi-finale | Détail du vote des jurys lors de la deuxième demi-finale | Détail du vote des jurys lors de la deuxième demi-finale | Détail du vote des jurys lors de la deuxième demi-finale | Détail du vote des jurys lors de la deuxième demi-finale | Détail du vote des jurys lors de la deuxième demi-finale | Détail du vote des jurys lors de la deuxième demi-finale | Détail du vote des jurys lors de la deuxième demi-finale |
|                                                           |                                                          | Points attribués                                         | Points attribués                                         | Points attribués                                         | Points attribués                                         | Points attribués                                         | Points attribués                                         | Points attribués                                         | Points attribués                                         | Points attribués                                         | Points attribués                                         | Points attribués                                         | Points attribués                                         | Points attribués                                         | Points attribués                                         | Points attribués                                         | Points attribués                                         | Points attribués                                         | Points attribués                                         | Points attribués                                         | Points attribués                                         | Points attribués                                         |
| --------------------------------------------------------- | -------------------------------------------------------- | -------------------------------------------------------- | -------------------------------------------------------- | -------------------------------------------------------- | -------------------------------------------------------- | -------------------------------------------------------- | -------------------------------------------------------- | -------------------------------------------------------- | -------------------------------------------------------- | -------------------------------------------------------- | -------------------------------------------------------- | -------------------------------------------------------- | -------------------------------------------------------- | -------------------------------------------------------- | -------------------------------------------------------- | -------------------------------------------------------- | -------------------------------------------------------- | -------------------------------------------------------- | -------------------------------------------------------- | -------------------------------------------------------- | -------------------------------------------------------- | -------------------------------------------------------- |
| Drapeau de Saint-Marin                                    | Drapeau de l'Estonie                                     | Drapeau de la Tchéquie                                   | Drapeau de la Grèce                                      | Drapeau de l'Autriche                                    | Drapeau de la Pologne                                    | Drapeau de la Moldavie                                   | Drapeau de l'Islande                                     | Drapeau de la Serbie                                     | Drapeau de la Géorgie                                    | Drapeau de l'Albanie                                     | Drapeau du Portugal                                      | Drapeau de la Bulgarie                                   | Drapeau de la Finlande                                   | Drapeau de la Lettonie                                   | Drapeau de la Suisse                                     | Drapeau du Danemark                                      | Drapeau de la France                                     | Drapeau de l'Espagne                                     | Drapeau du Royaume-Uni                                   | Total                                                    |                                                          |                                                          |
| Pays                                                      | Saint-Marin                                              |                                                          | 1                                                        | 2                                                        | 10                                                       | 1                                                        | 10                                                       | 10                                                       | 3                                                        | 2                                                        | 1                                                        | 8                                                        | –                                                        | 2                                                        | 2                                                        | 2                                                        | 2                                                        | 5                                                        | 8                                                        | 3                                                        | 4                                                        | 76                                                       |
| Pays                                                      | Estonie                                                  | –                                                        |                                                          | –                                                        | 1                                                        | –                                                        | 4                                                        | 3                                                        | –                                                        | 1                                                        | 3                                                        | –                                                        | 1                                                        | 7                                                        | –                                                        | 3                                                        | 3                                                        | –                                                        | –                                                        | 1                                                        | 2                                                        | 29                                                       |
| Pays                                                      | Tchéquie                                                 | –                                                        | –                                                        |                                                          | 4                                                        | –                                                        | –                                                        | 1                                                        | –                                                        | –                                                        | 6                                                        | –                                                        | 5                                                        | 5                                                        | –                                                        | –                                                        | –                                                        | –                                                        | 2                                                        | –                                                        | –                                                        | 23                                                       |
| Pays                                                      | Grèce                                                    | 10                                                       | 3                                                        | 5                                                        |                                                          | –                                                        | 12                                                       | 8                                                        | 7                                                        | 8                                                        | –                                                        | 10                                                       | 3                                                        | 10                                                       | 6                                                        | –                                                        | 1                                                        | 2                                                        | 12                                                       | 7                                                        | –                                                        | 104                                                      |
| Pays                                                      | Autriche                                                 | –                                                        | 4                                                        | –                                                        | –                                                        |                                                          | –                                                        | –                                                        | 4                                                        | 3                                                        | 5                                                        | 7                                                        | 2                                                        | 6                                                        | 5                                                        | 1                                                        | 7                                                        | 3                                                        | –                                                        | 6                                                        | –                                                        | 53                                                       |
| Pays                                                      | Pologne                                                  | 12                                                       | –                                                        | –                                                        | 2                                                        | –                                                        |                                                          | –                                                        | –                                                        | –                                                        | –                                                        | –                                                        | –                                                        | 3                                                        | –                                                        | –                                                        | –                                                        | 1                                                        | –                                                        | –                                                        | –                                                        | 18                                                       |
| Pays                                                      | Moldavie                                                 | 8                                                        | –                                                        | –                                                        | 12                                                       | 2                                                        | 7                                                        |                                                          | –                                                        | 4                                                        | –                                                        | 3                                                        | –                                                        | 12                                                       | –                                                        | 4                                                        | –                                                        | –                                                        | 1                                                        | –                                                        | 3                                                        | 56                                                       |
| Pays                                                      | Islande                                                  | 1                                                        | 8                                                        | 10                                                       | 7                                                        | 10                                                       | 3                                                        | 6                                                        |                                                          | 12                                                       | 7                                                        | 4                                                        | 10                                                       | –                                                        | 8                                                        | 12                                                       | 8                                                        | 8                                                        | 6                                                        | 8                                                        | 12                                                       | 140                                                      |
| Pays                                                      | Serbie                                                   | 4                                                        | 5                                                        | 4                                                        | 3                                                        | 6                                                        | –                                                        | –                                                        | 2                                                        |                                                          | 2                                                        | 5                                                        | 4                                                        | –                                                        | 3                                                        | –                                                        | 4                                                        | –                                                        | 5                                                        | 4                                                        | 5                                                        | 56                                                       |
| Pays                                                      | Géorgie                                                  | –                                                        | –                                                        | –                                                        | –                                                        | –                                                        | –                                                        | –                                                        | –                                                        | –                                                        |                                                          | –                                                        | –                                                        | 1                                                        | –                                                        | –                                                        | –                                                        | –                                                        | –                                                        | –                                                        | –                                                        | 1                                                        |
| Pays                                                      | Albanie                                                  | 7                                                        | 2                                                        | 1                                                        | 6                                                        | 3                                                        | 6                                                        | 5                                                        | 5                                                        | –                                                        | –                                                        |                                                          | 8                                                        | 4                                                        | 4                                                        | 5                                                        | 5                                                        | 10                                                       | –                                                        | 2                                                        | 1                                                        | 74                                                       |
| Pays                                                      | Portugal                                                 | 2                                                        | 6                                                        | 12                                                       | 5                                                        | 7                                                        | 1                                                        | 2                                                        | 8                                                        | 7                                                        | 10                                                       | 1                                                        |                                                          | 8                                                        | 7                                                        | 8                                                        | 10                                                       | 4                                                        | 10                                                       | 10                                                       | 10                                                       | 128                                                      |
| Pays                                                      | Bulgarie                                                 | 5                                                        | 10                                                       | 7                                                        | 8                                                        | 8                                                        | 5                                                        | 12                                                       | 10                                                       | 10                                                       | 8                                                        | 2                                                        | 12                                                       |                                                          | 12                                                       | 6                                                        | 12                                                       | 6                                                        | 4                                                        | 5                                                        | 7                                                        | 149                                                      |
| Pays                                                      | Finlande                                                 | 3                                                        | 7                                                        | 6                                                        | –                                                        | 5                                                        | 2                                                        | –                                                        | 6                                                        | 6                                                        | 4                                                        | 6                                                        | 6                                                        | –                                                        |                                                          | 7                                                        | 6                                                        | 7                                                        | 7                                                        | –                                                        | 6                                                        | 84                                                       |
| Pays                                                      | Lettonie                                                 | –                                                        | –                                                        | –                                                        | –                                                        | –                                                        | –                                                        | 4                                                        | –                                                        | –                                                        | –                                                        | –                                                        | –                                                        | –                                                        | –                                                        |                                                          | –                                                        | –                                                        | –                                                        | –                                                        | –                                                        | 4                                                        |
| Pays                                                      | Suisse                                                   | 6                                                        | 12                                                       | 8                                                        | –                                                        | 12                                                       | 8                                                        | 7                                                        | 12                                                       | 5                                                        | 12                                                       | 12                                                       | 7                                                        | –                                                        | 10                                                       | 10                                                       |                                                          | 12                                                       | 3                                                        | 12                                                       | 8                                                        | 156                                                      |
| Pays                                                      | Danemark                                                 | –                                                        | –                                                        | 3                                                        | –                                                        | 4                                                        | –                                                        | –                                                        | 1                                                        | –                                                        | –                                                        | –                                                        | –                                                        | –                                                        | 1                                                        | –                                                        | –                                                        |                                                          | –                                                        | –                                                        | –                                                        | 9                                                        |
| Le tableau suit l'ordre de passage des pays participants. |                                                          |                                                          |                                                          |                                                          |                                                          |                                                          |                                                          |                                                          |                                                          |                                                          |                                                          |                                                          |                                                          |                                                          |                                                          |                                                          |                                                          |                                                          |                                                          |                                                          |                                                          |                                                          |

| Détail du télévote lors de la deuxième demi-finale        | Détail du télévote lors de la deuxième demi-finale | Détail du télévote lors de la deuxième demi-finale | Détail du télévote lors de la deuxième demi-finale | Détail du télévote lors de la deuxième demi-finale | Détail du télévote lors de la deuxième demi-finale | Détail du télévote lors de la deuxième demi-finale | Détail du télévote lors de la deuxième demi-finale | Détail du télévote lors de la deuxième demi-finale | Détail du télévote lors de la deuxième demi-finale | Détail du télévote lors de la deuxième demi-finale | Détail du télévote lors de la deuxième demi-finale | Détail du télévote lors de la deuxième demi-finale | Détail du télévote lors de la deuxième demi-finale | Détail du télévote lors de la deuxième demi-finale | Détail du télévote lors de la deuxième demi-finale | Détail du télévote lors de la deuxième demi-finale | Détail du télévote lors de la deuxième demi-finale | Détail du télévote lors de la deuxième demi-finale | Détail du télévote lors de la deuxième demi-finale | Détail du télévote lors de la deuxième demi-finale | Détail du télévote lors de la deuxième demi-finale | Détail du télévote lors de la deuxième demi-finale |
|                                                           |                                                    | Points attribués                                   | Points attribués                                   | Points attribués                                   | Points attribués                                   | Points attribués                                   | Points attribués                                   | Points attribués                                   | Points attribués                                   | Points attribués                                   | Points attribués                                   | Points attribués                                   | Points attribués                                   | Points attribués                                   | Points attribués                                   | Points attribués                                   | Points attribués                                   | Points attribués                                   | Points attribués                                   | Points attribués                                   | Points attribués                                   | Points attribués                                   |
| --------------------------------------------------------- | -------------------------------------------------- | -------------------------------------------------- | -------------------------------------------------- | -------------------------------------------------- | -------------------------------------------------- | -------------------------------------------------- | -------------------------------------------------- | -------------------------------------------------- | -------------------------------------------------- | -------------------------------------------------- | -------------------------------------------------- | -------------------------------------------------- | -------------------------------------------------- | -------------------------------------------------- | -------------------------------------------------- | -------------------------------------------------- | -------------------------------------------------- | -------------------------------------------------- | -------------------------------------------------- | -------------------------------------------------- | -------------------------------------------------- | -------------------------------------------------- |
| Drapeau de Saint-Marin                                    | Drapeau de l'Estonie                               | Drapeau de la Tchéquie                             | Drapeau de la Grèce                                | Drapeau de l'Autriche                              | Drapeau de la Pologne                              | Drapeau de la Moldavie                             | Drapeau de l'Islande                               | Drapeau de la Serbie                               | Drapeau de la Géorgie                              | Drapeau de l'Albanie                               | Drapeau du Portugal                                | Drapeau de la Bulgarie                             | Drapeau de la Finlande                             | Drapeau de la Lettonie                             | Drapeau de la Suisse                               | Drapeau du Danemark                                | Drapeau de la France                               | Drapeau de l'Espagne                               | Drapeau du Royaume-Uni                             | Total                                              |                                                    |                                                    |
| Pays                                                      | Saint-Marin                                        |                                                    | 4                                                  | –                                                  | 2                                                  | –                                                  | 2                                                  | –                                                  | 3                                                  | 3                                                  | 12                                                 | 7                                                  | –                                                  | –                                                  | 1                                                  | –                                                  | –                                                  | 2                                                  | –                                                  | 4                                                  | 2                                                  | 42                                                 |
| Pays                                                      | Estonie                                            | –                                                  |                                                    | 1                                                  | –                                                  | –                                                  | –                                                  | 3                                                  | –                                                  | –                                                  | –                                                  | –                                                  | –                                                  | 1                                                  | 7                                                  | 10                                                 | 1                                                  | 6                                                  | –                                                  | –                                                  | –                                                  | 29                                                 |
| Pays                                                      | Tchéquie                                           | –                                                  | –                                                  |                                                    | –                                                  | –                                                  | –                                                  | –                                                  | –                                                  | –                                                  | –                                                  | –                                                  | –                                                  | –                                                  | –                                                  | –                                                  | –                                                  | –                                                  | –                                                  | –                                                  | –                                                  | 0                                                  |
| Pays                                                      | Grèce                                              | 5                                                  | –                                                  | 2                                                  |                                                    | –                                                  | –                                                  | 12                                                 | 5                                                  | 8                                                  | 10                                                 | 10                                                 | 10                                                 | 8                                                  | 2                                                  | 1                                                  | 2                                                  | 3                                                  | –                                                  | 1                                                  | 1                                                  | 80                                                 |
| Pays                                                      | Autriche                                           | –                                                  | –                                                  | –                                                  | –                                                  |                                                    | –                                                  | –                                                  | 2                                                  | –                                                  | –                                                  | 3                                                  | –                                                  | –                                                  | –                                                  | –                                                  | 4                                                  | 4                                                  | –                                                  | –                                                  | –                                                  | 13                                                 |
| Pays                                                      | Pologne                                            | –                                                  | –                                                  | –                                                  | –                                                  | 1                                                  |                                                    | 7                                                  | 1                                                  | –                                                  | –                                                  | –                                                  | –                                                  | –                                                  | –                                                  | –                                                  | –                                                  | –                                                  | 1                                                  | –                                                  | 7                                                  | 17                                                 |
| Pays                                                      | Moldavie                                           | 12                                                 | 12                                                 | 12                                                 | 12                                                 | 6                                                  | 7                                                  |                                                    | 6                                                  | 12                                                 | –                                                  | –                                                  | 12                                                 | –                                                  | 5                                                  | 12                                                 | –                                                  | –                                                  | 12                                                 | 3                                                  | –                                                  | 123                                                |
| Pays                                                      | Islande                                            | 8                                                  | 7                                                  | 10                                                 | 5                                                  | 10                                                 | 10                                                 | 6                                                  |                                                    | 7                                                  | 7                                                  | 1                                                  | 7                                                  | 6                                                  | 12                                                 | 7                                                  | 7                                                  | 12                                                 | 6                                                  | 8                                                  | 12                                                 | 148                                                |
| Pays                                                      | Serbie                                             | 7                                                  | –                                                  | 5                                                  | 4                                                  | 12                                                 | 1                                                  | 1                                                  | –                                                  |                                                    | 1                                                  | 4                                                  | 2                                                  | 10                                                 | –                                                  | –                                                  | 12                                                 | –                                                  | 7                                                  | 2                                                  | –                                                  | 68                                                 |
| Pays                                                      | Géorgie                                            | –                                                  | 3                                                  | –                                                  | –                                                  | –                                                  | 3                                                  | –                                                  | –                                                  | –                                                  |                                                    | –                                                  | 3                                                  | 2                                                  | –                                                  | 3                                                  | –                                                  | 1                                                  | –                                                  | –                                                  | –                                                  | 15                                                 |
| Pays                                                      | Albanie                                            | 2                                                  | –                                                  | –                                                  | 10                                                 | 2                                                  | –                                                  | 2                                                  | –                                                  | 1                                                  | 2                                                  |                                                    | 1                                                  | 4                                                  | 3                                                  | –                                                  | 8                                                  | –                                                  | 3                                                  | –                                                  | –                                                  | 38                                                 |
| Pays                                                      | Portugal                                           | 3                                                  | 5                                                  | 4                                                  | 3                                                  | 7                                                  | 5                                                  | 4                                                  | 8                                                  | 4                                                  | –                                                  | 6                                                  |                                                    | 5                                                  | 6                                                  | 5                                                  | 10                                                 | 8                                                  | 10                                                 | 12                                                 | 6                                                  | 111                                                |
| Pays                                                      | Bulgarie                                           | 4                                                  | 2                                                  | 6                                                  | 6                                                  | 4                                                  | 4                                                  | 5                                                  | 4                                                  | 6                                                  | 8                                                  | 8                                                  | 5                                                  |                                                    | 4                                                  | 2                                                  | 3                                                  | 5                                                  | 5                                                  | 10                                                 | 10                                                 | 101                                                |
| Pays                                                      | Finlande                                           | 10                                                 | 10                                                 | 8                                                  | 8                                                  | 5                                                  | 12                                                 | 8                                                  | 10                                                 | 10                                                 | 6                                                  | 5                                                  | 6                                                  | 12                                                 |                                                    | 8                                                  | 6                                                  | 10                                                 | 2                                                  | 6                                                  | 8                                                  | 150                                                |
| Pays                                                      | Lettonie                                           | –                                                  | 1                                                  | –                                                  | –                                                  | –                                                  | –                                                  | –                                                  | –                                                  | –                                                  | 5                                                  | –                                                  | –                                                  | –                                                  | –                                                  |                                                    | –                                                  | –                                                  | –                                                  | –                                                  | 4                                                  | 10                                                 |
| Pays                                                      | Suisse                                             | 6                                                  | 6                                                  | 7                                                  | 7                                                  | 8                                                  | 8                                                  | 10                                                 | 7                                                  | 5                                                  | 3                                                  | 12                                                 | 8                                                  | 7                                                  | 10                                                 | 6                                                  |                                                    | 7                                                  | 8                                                  | 7                                                  | 3                                                  | 135                                                |
| Pays                                                      | Danemark                                           | 1                                                  | 8                                                  | 3                                                  | 1                                                  | 3                                                  | 6                                                  | –                                                  | 12                                                 | 2                                                  | 4                                                  | 2                                                  | 4                                                  | 3                                                  | 8                                                  | 4                                                  | 5                                                  |                                                    | 4                                                  | 5                                                  | 5                                                  | 80                                                 |
| Le tableau suit l'ordre de passage des pays participants. |                                                    |                                                    |                                                    |                                                    |                                                    |                                                    |                                                    |                                                    |                                                    |                                                    |                                                    |                                                    |                                                    |                                                    |                                                    |                                                    |                                                    |                                                    |                                                    |                                                    |                                                    |                                                    |

| Deuxième demi–finale                                      | Jurys | Jurys  | Télévote | Télévote | Total | Total  |
| Deuxième demi–finale                                      | Place | Points | Place    | Points   | Place | Points |
| --------------------------------------------------------- | ----- | ------ | -------- | -------- | ----- | ------ |
| Saint-Marin                                               | 7e    | 76     | 10e      | 42       | 9e    | 118    |
| Estonie                                                   | 12e   | 29     | 12e      | 29       | 13e   | 58     |
| Tchéquie                                                  | 13e   | 23     | 17e      | 0        | 15e   | 23     |
| Grèce                                                     | 5e    | 104    | 7e       | 80       | 6e    | 184    |
| Autriche                                                  | 11e   | 53     | 15e      | 13       | 12e   | 66     |
| Pologne                                                   | 14e   | 18     | 13e      | 17       | 14e   | 35     |
| Moldavie                                                  | 9e    | 56     | 4e       | 123      | 7e    | 179    |
| Islande                                                   | 3e    | 140    | 2e       | 148      | 2e    | 288    |
| Serbie                                                    | 10e   | 56     | 9e       | 68       | 8e    | 124    |
| Géorgie                                                   | 17e   | 1      | 14e      | 15       | 16e   | 16     |
| Albanie                                                   | 8e    | 74     | 11e      | 38       | 10e   | 112    |
| Portugal                                                  | 4e    | 128    | 5e       | 111      | 4e    | 239    |
| Bulgarie                                                  | 2e    | 149    | 6e       | 101      | 3e    | 250    |
| Finlande                                                  | 6e    | 84     | 1re      | 150      | 5e    | 234    |
| Lettonie                                                  | 16e   | 4      | 16e      | 10       | 17e   | 14     |
| Suisse                                                    | 1re   | 156    | 3e       | 135      | 1re   | 291    |
| Danemark                                                  | 15e   | 9      | 8e       | 80       | 11e   | 89     |
| Le tableau suit l'ordre de passage des pays participants. |       |        |          |          |       |        |

#### Finale
- Premier
- Deuxième
- Troisième
- Dernier

| Détail du vote des jurys lors de la finale                                                                 | Détail du vote des jurys lors de la finale | Détail du vote des jurys lors de la finale | Détail du vote des jurys lors de la finale | Détail du vote des jurys lors de la finale | Détail du vote des jurys lors de la finale | Détail du vote des jurys lors de la finale | Détail du vote des jurys lors de la finale | Détail du vote des jurys lors de la finale | Détail du vote des jurys lors de la finale | Détail du vote des jurys lors de la finale | Détail du vote des jurys lors de la finale | Détail du vote des jurys lors de la finale | Détail du vote des jurys lors de la finale | Détail du vote des jurys lors de la finale | Détail du vote des jurys lors de la finale | Détail du vote des jurys lors de la finale | Détail du vote des jurys lors de la finale | Détail du vote des jurys lors de la finale | Détail du vote des jurys lors de la finale | Détail du vote des jurys lors de la finale | Détail du vote des jurys lors de la finale | Détail du vote des jurys lors de la finale | Détail du vote des jurys lors de la finale | Détail du vote des jurys lors de la finale | Détail du vote des jurys lors de la finale | Détail du vote des jurys lors de la finale | Détail du vote des jurys lors de la finale | Détail du vote des jurys lors de la finale | Détail du vote des jurys lors de la finale | Détail du vote des jurys lors de la finale | Détail du vote des jurys lors de la finale | Détail du vote des jurys lors de la finale | Détail du vote des jurys lors de la finale | Détail du vote des jurys lors de la finale | Détail du vote des jurys lors de la finale | Détail du vote des jurys lors de la finale | Détail du vote des jurys lors de la finale | Détail du vote des jurys lors de la finale | Détail du vote des jurys lors de la finale | Détail du vote des jurys lors de la finale | Détail du vote des jurys lors de la finale |
| |                                            | Points attribués                           | Points attribués                           | Points attribués                           | Points attribués                           | Points attribués                           | Points attribués                           | Points attribués                           | Points attribués                           | Points attribués                           | Points attribués                           | Points attribués                           | Points attribués                           | Points attribués                           | Points attribués                           | Points attribués                           | Points attribués                           | Points attribués                           | Points attribués                           | Points attribués                           | Points attribués                           | Points attribués                           | Points attribués                           | Points attribués                           | Points attribués                           | Points attribués                           | Points attribués                           | Points attribués                           | Points attribués                           | Points attribués                           | Points attribués                           | Points attribués                           | Points attribués                           | Points attribués                           | Points attribués                           | Points attribués                           | Points attribués                           | Points attribués                           | Points attribués                           | Points attribués                           | Points attribués                           |
| --- | ------------------------------------------ | ------------------------------------------ | ------------------------------------------ | ------------------------------------------ | ------------------------------------------ | ------------------------------------------ | ------------------------------------------ | ------------------------------------------ | ------------------------------------------ | ------------------------------------------ | ------------------------------------------ | ------------------------------------------ | ------------------------------------------ | ------------------------------------------ | ------------------------------------------ | ------------------------------------------ | ------------------------------------------ | ------------------------------------------ | ------------------------------------------ | ------------------------------------------ | ------------------------------------------ | ------------------------------------------ | ------------------------------------------ | ------------------------------------------ | ------------------------------------------ | ------------------------------------------ | ------------------------------------------ | ------------------------------------------ | ------------------------------------------ | ------------------------------------------ | ------------------------------------------ | ------------------------------------------ | ------------------------------------------ | ------------------------------------------ | ------------------------------------------ | ------------------------------------------ | ------------------------------------------ | ------------------------------------------ | ------------------------------------------ | ------------------------------------------ | ------------------------------------------ |
| Drapeau d’Israël                                                                                           | Drapeau de la Pologne                      | Drapeau de Saint-Marin                     | Drapeau de l'Albanie                       | Drapeau de Malte                           | Drapeau de l'Estonie                       | Drapeau de la Macédoine du Nord            | Drapeau de l'Azerbaïdjan                   | Drapeau de la Norvège                      | Drapeau de l'Espagne                       | Drapeau de l'Autriche                      | Drapeau du Royaume-Uni                     | Drapeau de l'Italie                        | Drapeau de la Slovénie                     | Drapeau de la Grèce                        | Drapeau de la Lettonie                     | Drapeau de l'Irlande                       | Drapeau de la Moldavie                     | Drapeau de la Serbie                       | Drapeau de la Bulgarie                     | Drapeau de Chypre                          | Drapeau de la Belgique                     | Drapeau de l'Allemagne                     | Drapeau de l'Australie                     | Drapeau de la Finlande                     | Drapeau du Portugal                        | Drapeau de l'Ukraine                       | Drapeau de l'Islande                       | Drapeau de la Roumanie                     | Drapeau de la Croatie                      | Drapeau de la Tchéquie                     | Drapeau de la Géorgie                      | Drapeau de la Lituanie                     | Drapeau du Danemark                        | Drapeau de la Russie                       | Drapeau de la France                       | Drapeau de la Suède                        | Drapeau de la Suisse                       | Drapeau des Pays-Bas                       | Total                                      |                                            |                                            |
| Pays | Chypre                                     | 3                                          | –                                          | –                                          | 7                                          | 4                                          | –                                          | 2                                          | –                                          | –                                          | 6                                          | –                                          | –                                          | –                                          | –                                          | 12                                         | –                                          | –                                          | 1                                          | –                                          | –                                          |                                            | –                                          | 7                                          | 4                                          | –                                          | –                                          | –                                          | –                                          | –                                          | –                                          | –                                          | –                                          | –                                          | –                                          | 2                                          | 2                                          | –                                          | –                                          | –                                          | 50                                         |
| Pays | Albanie                                    | –                                          | –                                          | 2                                          |                                            | 12                                         | –                                          | –                                          | –                                          | –                                          | –                                          | –                                          | –                                          | –                                          | –                                          | –                                          | –                                          | –                                          | –                                          | –                                          | –                                          | –                                          | –                                          | –                                          | –                                          | –                                          | –                                          | –                                          | –                                          | –                                          | –                                          | –                                          | –                                          | –                                          | 7                                          | –                                          | –                                          | –                                          | –                                          | 1                                          | 22                                         |
| Pays | Israël                                     |                                            | 6                                          | –                                          | –                                          | –                                          | –                                          | 8                                          | –                                          | 8                                          | 3                                          | –                                          | 6                                          | 4                                          | 1                                          | –                                          | –                                          | –                                          | –                                          | 2                                          | 3                                          | –                                          | –                                          | –                                          | –                                          | –                                          | –                                          | 7                                          | –                                          | –                                          | 5                                          | –                                          | –                                          | 1                                          | 1                                          | 5                                          | 5                                          | 4                                          | –                                          | 4                                          | 73                                         |
| Pays | Belgique                                   | 6                                          | 3                                          | –                                          | –                                          | –                                          | –                                          | –                                          | 3                                          | –                                          | –                                          | –                                          | 1                                          | 5                                          | 6                                          | 3                                          | –                                          | 3                                          | –                                          | –                                          | –                                          | 4                                          |                                            | –                                          | –                                          | –                                          | 5                                          | 6                                          | –                                          | –                                          | –                                          | 3                                          | –                                          | 7                                          | –                                          | 3                                          | 6                                          | 1                                          | –                                          | 6                                          | 71                                         |
| Pays | Russie                                     | 7                                          | 1                                          | –                                          | –                                          | –                                          | –                                          | 1                                          | 12                                         | –                                          | –                                          | –                                          | –                                          | –                                          | 8                                          | 2                                          | 1                                          | –                                          | 10                                         | –                                          | –                                          | 6                                          | 7                                          | 2                                          | 1                                          | 4                                          | 10                                         | –                                          | 2                                          | –                                          | 4                                          | 2                                          | –                                          | –                                          | –                                          |                                            | 10                                         | 3                                          | 3                                          | 8                                          | 104                                        |
| Pays | Malte                                      | 5                                          | 4                                          | 7                                          | 8                                          |                                            | 1                                          | 5                                          | 7                                          | 12                                         | 8                                          | 4                                          | –                                          | 7                                          | 5                                          | 6                                          | 2                                          | 10                                         | 7                                          | –                                          | 5                                          | 10                                         | 5                                          | 8                                          | 12                                         | 1                                          | 4                                          | 5                                          | 1                                          | 12                                         | 3                                          | 7                                          | 1                                          | 3                                          | 4                                          | 4                                          | –                                          | 12                                         | 6                                          | 7                                          | 208                                        |
| Pays | Portugal                                   | –                                          | 8                                          | –                                          | –                                          | 7                                          | 5                                          | –                                          | 2                                          | –                                          | 5                                          | 7                                          | 7                                          | 6                                          | –                                          | –                                          | –                                          | –                                          | 2                                          | 5                                          | 6                                          | 1                                          | 1                                          | –                                          | –                                          | –                                          |                                            | 2                                          | 10                                         | 10                                         | 1                                          | 12                                         | 8                                          | 6                                          | –                                          | –                                          | 8                                          | –                                          | 7                                          | –                                          | 126                                        |
| Pays | Serbie                                     | –                                          | –                                          | –                                          | 1                                          | –                                          | –                                          | 12                                         | –                                          | –                                          | –                                          | –                                          | –                                          | –                                          | –                                          | –                                          | –                                          | –                                          | –                                          |                                            | –                                          | –                                          | –                                          | –                                          | –                                          | –                                          | –                                          | –                                          | –                                          | –                                          | 7                                          | –                                          | –                                          | –                                          | –                                          | –                                          | –                                          | –                                          | –                                          | –                                          | 20                                         |
| Pays | Royaume-Uni                                | –                                          | –                                          | –                                          | –                                          | –                                          | –                                          | –                                          | –                                          | –                                          | –                                          | –                                          |                                            | –                                          | –                                          | –                                          | –                                          | –                                          | –                                          | –                                          | –                                          | –                                          | –                                          | –                                          | –                                          | –                                          | –                                          | –                                          | –                                          | –                                          | –                                          | –                                          | –                                          | –                                          | –                                          | –                                          | –                                          | –                                          | –                                          | –                                          | 0                                          |
| Pays | Grèce                                      | –                                          | –                                          | 8                                          | 6                                          | 6                                          | –                                          | –                                          | 10                                         | 1                                          | 1                                          | –                                          | –                                          | –                                          | 3                                          |                                            | –                                          | –                                          | 8                                          | 3                                          | 8                                          | 12                                         | –                                          | –                                          | –                                          | 2                                          | –                                          | –                                          | 4                                          | –                                          | –                                          | –                                          | –                                          | –                                          | –                                          | 7                                          | 12                                         | –                                          | –                                          | –                                          | 91                                         |
| Pays | Suisse                                     | 12                                         | 7                                          | 4                                          | 12                                         | 10                                         | 12                                         | 6                                          | –                                          | 7                                          | 10                                         | 10                                         | 8                                          | –                                          | 7                                          | –                                          | 12                                         | 5                                          | 3                                          | 1                                          | –                                          | 2                                          | 12                                         | 10                                         | 10                                         | 12                                         | 7                                          | 8                                          | 12                                         | 7                                          | 8                                          | 5                                          | 10                                         | 8                                          | 12                                         | 1                                          | 7                                          | 5                                          |                                            | 5                                          | 267                                        |
| Pays | Islande                                    | –                                          | 10                                         | –                                          | –                                          | –                                          | 8                                          | 4                                          | –                                          | 2                                          | 7                                          | 12                                         | 10                                         | 8                                          | 10                                         | –                                          | 10                                         | 8                                          | 5                                          | 7                                          | –                                          | –                                          | 3                                          | 3                                          | 8                                          | 8                                          | 8                                          | 4                                          |                                            | –                                          | 10                                         | 8                                          | 6                                          | 4                                          | 10                                         | –                                          | 3                                          | 7                                          | 5                                          | 10                                         | 198                                        |
| Pays | Espagne                                    | –                                          | –                                          | –                                          | –                                          | –                                          | –                                          | –                                          | –                                          | –                                          |                                            | –                                          | 2                                          | –                                          | –                                          | –                                          | –                                          | –                                          | –                                          | –                                          | 4                                          | –                                          | –                                          | –                                          | –                                          | –                                          | –                                          | –                                          | –                                          | –                                          | –                                          | –                                          | –                                          | –                                          | –                                          | –                                          | –                                          | –                                          | –                                          | –                                          | 6                                          |
| Pays | Moldavie                                   | –                                          | –                                          | 5                                          | –                                          | –                                          | –                                          | –                                          | 8                                          | –                                          | –                                          | –                                          | –                                          | –                                          | –                                          | 10                                         | –                                          | –                                          |                                            | –                                          | 12                                         | –                                          | –                                          | –                                          | –                                          | –                                          | –                                          | –                                          | –                                          | 6                                          | –                                          | –                                          | –                                          | –                                          | –                                          | 12                                         | –                                          | –                                          | –                                          | –                                          | 53                                         |
| Pays | Allemagne                                  | –                                          | –                                          | –                                          | –                                          | –                                          | –                                          | –                                          | –                                          | –                                          | –                                          | 2                                          | –                                          | –                                          | –                                          | –                                          | –                                          | –                                          | –                                          | –                                          | –                                          | –                                          | –                                          |                                            | –                                          | –                                          | –                                          | –                                          | –                                          | 1                                          | –                                          | –                                          | –                                          | –                                          | –                                          | –                                          | –                                          | –                                          | –                                          | –                                          | 3                                          |
| Pays | Finlande                                   | –                                          | 2                                          | 1                                          | 3                                          | 2                                          | 7                                          | –                                          | –                                          | –                                          | –                                          | 1                                          | 4                                          | 10                                         | 4                                          | –                                          | 4                                          | –                                          | –                                          | 10                                         | 1                                          | 3                                          | 8                                          | –                                          | –                                          |                                            | –                                          | –                                          | 5                                          | 8                                          | –                                          | 1                                          | –                                          | –                                          | 8                                          | –                                          | –                                          | –                                          | 1                                          | –                                          | 83                                         |
| Pays | Bulgarie                                   | 1                                          | –                                          | 3                                          | –                                          | –                                          | 6                                          | –                                          | 1                                          | 6                                          | 4                                          | 5                                          | 5                                          | –                                          | –                                          | 8                                          | 5                                          | 1                                          | 12                                         | 6                                          |                                            | 5                                          | 6                                          | –                                          | 2                                          | 10                                         | 12                                         | –                                          | 8                                          | 2                                          | –                                          | 4                                          | 4                                          | 2                                          | 6                                          | 6                                          | –                                          | –                                          | 10                                         | –                                          | 140                                        |
| Pays | Lituanie                                   | 10                                         | –                                          | 6                                          | –                                          | –                                          | 2                                          | –                                          | –                                          | –                                          | 2                                          | –                                          | –                                          | 12                                         | –                                          | –                                          | 6                                          | 4                                          | –                                          | –                                          | –                                          | –                                          | –                                          | 1                                          | –                                          | 3                                          | –                                          | –                                          | –                                          | –                                          | 2                                          | –                                          | 3                                          |                                            | –                                          | –                                          | –                                          | –                                          | 4                                          | –                                          | 55                                         |
| Pays | Ukraine                                    | 4                                          | –                                          | –                                          | –                                          | 5                                          | 4                                          | –                                          | 6                                          | 3                                          | –                                          | –                                          | –                                          | 1                                          | –                                          | 1                                          | 7                                          | 6                                          | –                                          | –                                          | –                                          | –                                          | 10                                         | 5                                          | 5                                          | –                                          | 2                                          |                                            | 3                                          | 5                                          | –                                          | –                                          | 7                                          | 12                                         | –                                          | –                                          | –                                          | 8                                          | –                                          | 3                                          | 97                                         |
| Pays | France                                     | 8                                          | –                                          | 12                                         | 10                                         | 3                                          | 10                                         | 7                                          | 4                                          | 4                                          | 12                                         | 8                                          | 12                                         | 3                                          | 2                                          | 5                                          | 3                                          | 12                                         | 4                                          | 12                                         | 7                                          | 7                                          | –                                          | 12                                         | 7                                          | 7                                          | 6                                          | 10                                         | 6                                          | 4                                          | 6                                          | 10                                         | –                                          | 5                                          | –                                          | –                                          |                                            | 6                                          | 12                                         | 12                                         | 248                                        |
| Pays | Azerbaïdjan                                | 2                                          | –                                          | –                                          | 2                                          | –                                          | –                                          | –                                          |                                            | –                                          | –                                          | –                                          | –                                          | –                                          | –                                          | –                                          | –                                          | 2                                          | 6                                          | –                                          | –                                          | –                                          | –                                          | –                                          | –                                          | –                                          | –                                          | 3                                          | –                                          | –                                          | –                                          | –                                          | 5                                          | –                                          | –                                          | 8                                          | –                                          | –                                          | 2                                          | 2                                          | 32                                         |
| Pays | Norvège                                    | –                                          | –                                          | –                                          | –                                          | –                                          | –                                          | –                                          | –                                          |                                            | –                                          | –                                          | –                                          | 2                                          | –                                          | –                                          | –                                          | 7                                          | –                                          | –                                          | –                                          | –                                          | –                                          | –                                          | –                                          | –                                          | –                                          | 1                                          | –                                          | –                                          | –                                          | –                                          | –                                          | –                                          | 3                                          | –                                          | –                                          | 2                                          | –                                          | –                                          | 15                                         |
| Pays | Pays-Bas                                   | –                                          | –                                          | –                                          | –                                          | –                                          | –                                          | –                                          | –                                          | –                                          | –                                          | 3                                          | –                                          | –                                          | –                                          | –                                          | –                                          | –                                          | –                                          | –                                          | 2                                          | –                                          | –                                          | –                                          | 3                                          | –                                          | 1                                          | –                                          | –                                          | –                                          | –                                          | –                                          | 2                                          | –                                          | –                                          | –                                          | –                                          | –                                          | –                                          |                                            | 11                                         |
| Pays | Italie                                     | –                                          | 5                                          | 10                                         | 4                                          | –                                          | 3                                          | 10                                         | –                                          | 5                                          | –                                          | 6                                          | –                                          |                                            | 12                                         | 4                                          | 8                                          | –                                          | –                                          | 8                                          | 10                                         | 8                                          | 2                                          | 6                                          | 6                                          | 6                                          | 3                                          | 12                                         | 7                                          | 3                                          | 12                                         | 6                                          | 12                                         | 10                                         | –                                          | 10                                         | –                                          | 10                                         | 8                                          | –                                          | 206                                        |
| Pays | Suède                                      | –                                          | –                                          | –                                          | –                                          | 8                                          | –                                          | 3                                          | 5                                          | 10                                         | –                                          | –                                          | –                                          | –                                          | –                                          | –                                          | –                                          | –                                          | –                                          | 4                                          | –                                          | –                                          | 4                                          | 4                                          | –                                          | 5                                          | –                                          | –                                          | –                                          | –                                          | –                                          | –                                          | –                                          | –                                          | 2                                          | –                                          | 1                                          |                                            | –                                          | –                                          | 46                                         |
| Pays | Saint-Marin                                | –                                          | 12                                         |                                            | 5                                          | 1                                          | –                                          | –                                          | –                                          | –                                          | –                                          | –                                          | 3                                          | –                                          | –                                          | 7                                          | –                                          | –                                          | –                                          | –                                          | –                                          | –                                          | –                                          | –                                          | –                                          | –                                          | –                                          | –                                          | –                                          | –                                          | –                                          | –                                          | –                                          | –                                          | 5                                          | –                                          | 4                                          | –                                          | –                                          | –                                          | 37                                         |
| Le tableau suit verticalement l'ordre de passage des pays participants et horizontalement l'ordre de vote. |                                            |                                            |                                            |                                            |                                            |                                            |                                            |                                            |                                            |                                            |                                            |                                            |                                            |                                            |                                            |                                            |                                            |                                            |                                            |                                            |                                            |                                            |                                            |                                            |                                            |                                            |                                            |                                            |                                            |                                            |                                            |                                            |                                            |                                            |                                            |                                            |                                            |                                            |                                            |                                            |                                            |

| Détail du télévote lors de la finale                                                                       | Détail du télévote lors de la finale | Détail du télévote lors de la finale | Détail du télévote lors de la finale | Détail du télévote lors de la finale | Détail du télévote lors de la finale | Détail du télévote lors de la finale | Détail du télévote lors de la finale | Détail du télévote lors de la finale | Détail du télévote lors de la finale | Détail du télévote lors de la finale | Détail du télévote lors de la finale | Détail du télévote lors de la finale | Détail du télévote lors de la finale | Détail du télévote lors de la finale | Détail du télévote lors de la finale | Détail du télévote lors de la finale | Détail du télévote lors de la finale | Détail du télévote lors de la finale | Détail du télévote lors de la finale | Détail du télévote lors de la finale | Détail du télévote lors de la finale | Détail du télévote lors de la finale | Détail du télévote lors de la finale | Détail du télévote lors de la finale | Détail du télévote lors de la finale | Détail du télévote lors de la finale | Détail du télévote lors de la finale | Détail du télévote lors de la finale | Détail du télévote lors de la finale | Détail du télévote lors de la finale | Détail du télévote lors de la finale | Détail du télévote lors de la finale | Détail du télévote lors de la finale | Détail du télévote lors de la finale | Détail du télévote lors de la finale | Détail du télévote lors de la finale | Détail du télévote lors de la finale | Détail du télévote lors de la finale | Détail du télévote lors de la finale | Détail du télévote lors de la finale | Détail du télévote lors de la finale |
| |                                      | Points attribués                     | Points attribués                     | Points attribués                     | Points attribués                     | Points attribués                     | Points attribués                     | Points attribués                     | Points attribués                     | Points attribués                     | Points attribués                     | Points attribués                     | Points attribués                     | Points attribués                     | Points attribués                     | Points attribués                     | Points attribués                     | Points attribués                     | Points attribués                     | Points attribués                     | Points attribués                     | Points attribués                     | Points attribués                     | Points attribués                     | Points attribués                     | Points attribués                     | Points attribués                     | Points attribués                     | Points attribués                     | Points attribués                     | Points attribués                     | Points attribués                     | Points attribués                     | Points attribués                     | Points attribués                     | Points attribués                     | Points attribués                     | Points attribués                     | Points attribués                     | Points attribués                     | Points attribués                     |
| --- | ------------------------------------ | ------------------------------------ | ------------------------------------ | ------------------------------------ | ------------------------------------ | ------------------------------------ | ------------------------------------ | ------------------------------------ | ------------------------------------ | ------------------------------------ | ------------------------------------ | ------------------------------------ | ------------------------------------ | ------------------------------------ | ------------------------------------ | ------------------------------------ | ------------------------------------ | ------------------------------------ | ------------------------------------ | ------------------------------------ | ------------------------------------ | ------------------------------------ | ------------------------------------ | ------------------------------------ | ------------------------------------ | ------------------------------------ | ------------------------------------ | ------------------------------------ | ------------------------------------ | ------------------------------------ | ------------------------------------ | ------------------------------------ | ------------------------------------ | ------------------------------------ | ------------------------------------ | ------------------------------------ | ------------------------------------ | ------------------------------------ | ------------------------------------ | ------------------------------------ | ------------------------------------ |
| Drapeau d’Israël                                                                                           | Drapeau de la Pologne                | Drapeau de Saint-Marin               | Drapeau de l'Albanie                 | Drapeau de Malte                     | Drapeau de l'Estonie                 | Drapeau de la Macédoine du Nord      | Drapeau de l'Azerbaïdjan             | Drapeau de la Norvège                | Drapeau de l'Espagne                 | Drapeau de l'Autriche                | Drapeau du Royaume-Uni               | Drapeau de l'Italie                  | Drapeau de la Slovénie               | Drapeau de la Grèce                  | Drapeau de la Lettonie               | Drapeau de l'Irlande                 | Drapeau de la Moldavie               | Drapeau de la Serbie                 | Drapeau de la Bulgarie               | Drapeau de Chypre                    | Drapeau de la Belgique               | Drapeau de l'Allemagne               | Drapeau de l'Australie               | Drapeau de la Finlande               | Drapeau du Portugal                  | Drapeau de l'Ukraine                 | Drapeau de l'Islande                 | Drapeau de la Roumanie               | Drapeau de la Croatie                | Drapeau de la Tchéquie               | Drapeau de la Géorgie                | Drapeau de la Lituanie               | Drapeau du Danemark                  | Drapeau de la Russie                 | Drapeau de la France                 | Drapeau de la Suède                  | Drapeau de la Suisse                 | Drapeau des Pays-Bas                 | Total                                |                                      |                                      |
| Pays | Chypre                               | –                                    | –                                    | 8                                    | 2                                    | 2                                    | –                                    | 6                                    | –                                    | –                                    | –                                    | –                                    | –                                    | –                                    | –                                    | 12                                   | –                                    | –                                    | –                                    | 2                                    | –                                    |                                      | –                                    | –                                    | –                                    | –                                    | –                                    | –                                    | –                                    | –                                    | –                                    | –                                    | –                                    | –                                    | –                                    | 12                                   | –                                    | –                                    | –                                    | –                                    | 44                                   |
| Pays | Albanie                              | –                                    | –                                    | –                                    |                                      | –                                    | –                                    | 10                                   | –                                    | –                                    | –                                    | –                                    | –                                    | 10                                   | –                                    | 7                                    | –                                    | –                                    | –                                    | –                                    | –                                    | –                                    | –                                    | –                                    | –                                    | –                                    | –                                    | –                                    | –                                    | –                                    | 1                                    | –                                    | –                                    | –                                    | –                                    | –                                    | –                                    | –                                    | 7                                    | –                                    | 35                                   |
| Pays | Israël                               |                                      | –                                    | –                                    | –                                    | –                                    | –                                    | –                                    | 12                                   | –                                    | –                                    | –                                    | –                                    | –                                    | –                                    | –                                    | –                                    | –                                    | –                                    | –                                    | –                                    | 2                                    | –                                    | –                                    | –                                    | –                                    | –                                    | –                                    | –                                    | 1                                    | –                                    | –                                    | –                                    | –                                    | –                                    | –                                    | 5                                    | –                                    | –                                    | –                                    | 20                                   |
| Pays | Belgique                             | –                                    | –                                    | –                                    | –                                    | –                                    | –                                    | –                                    | –                                    | –                                    | –                                    | –                                    | –                                    | –                                    | –                                    | –                                    | –                                    | –                                    | –                                    | –                                    | –                                    | –                                    |                                      | –                                    | –                                    | –                                    | –                                    | 1                                    | –                                    | –                                    | –                                    | –                                    | –                                    | 2                                    | –                                    | –                                    | –                                    | –                                    | –                                    | –                                    | 3                                    |
| Pays | Russie                               | 10                                   | 2                                    | 1                                    | –                                    | –                                    | 6                                    | 1                                    | 6                                    | –                                    | –                                    | –                                    | –                                    | 7                                    | 1                                    | 1                                    | 10                                   | –                                    | 12                                   | 6                                    | 7                                    | 3                                    | –                                    | 5                                    | –                                    | 1                                    | 1                                    | 4                                    | –                                    | –                                    | 3                                    | 5                                    | 4                                    | 4                                    | –                                    |                                      | –                                    | –                                    | –                                    | –                                    | 100                                  |
| Pays | Malte                                | 5                                    | –                                    | –                                    | –                                    |                                      | –                                    | –                                    | –                                    | 3                                    | 3                                    | 2                                    | 6                                    | –                                    | –                                    | 3                                    | –                                    | 4                                    | –                                    | –                                    | –                                    | 1                                    | 2                                    | –                                    | 8                                    | –                                    | –                                    | –                                    | 3                                    | 2                                    | –                                    | –                                    | –                                    | –                                    | 2                                    | –                                    | –                                    | 2                                    | –                                    | 1                                    | 47                                   |
| Pays | Portugal                             | –                                    | –                                    | –                                    | –                                    | –                                    | –                                    | –                                    | –                                    | –                                    | 1                                    | –                                    | –                                    | –                                    | –                                    | –                                    | –                                    | 2                                    | –                                    | –                                    | –                                    | –                                    | –                                    | –                                    | –                                    | –                                    |                                      | –                                    | 2                                    | –                                    | –                                    | –                                    | –                                    | –                                    | –                                    | –                                    | 8                                    | –                                    | 8                                    | 6                                    | 27                                   |
| Pays | Serbie                               | –                                    | –                                    | –                                    | –                                    | 4                                    | –                                    | 12                                   | –                                    | –                                    | –                                    | 12                                   | –                                    | 4                                    | 12                                   | –                                    | –                                    | –                                    | –                                    |                                      | 5                                    | –                                    | –                                    | 3                                    | 2                                    | –                                    | –                                    | –                                    | –                                    | –                                    | 12                                   | –                                    | –                                    | –                                    | –                                    | –                                    | 3                                    | 1                                    | 12                                   | –                                    | 82                                   |
| Pays | Royaume-Uni                          | –                                    | –                                    | –                                    | –                                    | –                                    | –                                    | –                                    | –                                    | –                                    | –                                    | –                                    |                                      | –                                    | –                                    | –                                    | –                                    | –                                    | –                                    | –                                    | –                                    | –                                    | –                                    | –                                    | –                                    | –                                    | –                                    | –                                    | –                                    | –                                    | –                                    | –                                    | –                                    | –                                    | –                                    | –                                    | –                                    | –                                    | –                                    | –                                    | 0                                    |
| Pays | Grèce                                | –                                    | –                                    | 7                                    | 8                                    | –                                    | –                                    | –                                    | –                                    | –                                    | –                                    | –                                    | –                                    | –                                    | 8                                    |                                      | –                                    | –                                    | 7                                    | 3                                    | 2                                    | 12                                   | –                                    | –                                    | –                                    | –                                    | 2                                    | –                                    | –                                    | –                                    | –                                    | 8                                    | 12                                   | –                                    | –                                    | –                                    | –                                    | –                                    | –                                    | 10                                   | 79                                   |
| Pays | Suisse                               | 6                                    | 7                                    | 3                                    | 12                                   | –                                    | 2                                    | 7                                    | 4                                    | 2                                    | 7                                    | 5                                    | 1                                    | –                                    | 5                                    | 4                                    | 4                                    | 3                                    | 4                                    | 1                                    | 3                                    | –                                    | 4                                    | 2                                    | 5                                    | 7                                    | 6                                    | 7                                    | 6                                    | 5                                    | 5                                    | 3                                    | –                                    | 6                                    | 6                                    | 5                                    | 6                                    | 5                                    |                                      | 7                                    | 165                                  |
| Pays | Islande                              | 1                                    | 8                                    | –                                    | –                                    | 5                                    | 3                                    | –                                    | –                                    | 10                                   | 5                                    | 10                                   | 10                                   | 6                                    | 3                                    | –                                    | 5                                    | 10                                   | –                                    | 5                                    | –                                    | –                                    | 5                                    | 6                                    | 12                                   | 12                                   | 3                                    | 6                                    |                                      | –                                    | 4                                    | 7                                    | 1                                    | 3                                    | 12                                   | 1                                    | 4                                    | 10                                   | 5                                    | 8                                    | 180                                  |
| Pays | Espagne                              | –                                    | –                                    | –                                    | –                                    | –                                    | –                                    | –                                    | –                                    | –                                    |                                      | –                                    | –                                    | –                                    | –                                    | –                                    | –                                    | –                                    | –                                    | –                                    | –                                    | –                                    | –                                    | –                                    | –                                    | –                                    | –                                    | –                                    | –                                    | –                                    | –                                    | –                                    | –                                    | –                                    | –                                    | –                                    | –                                    | –                                    | –                                    | –                                    | 0                                    |
| Pays | Moldavie                             | –                                    | –                                    | 6                                    | 7                                    | –                                    | –                                    | –                                    | 1                                    | –                                    | –                                    | –                                    | –                                    | 2                                    | –                                    | –                                    | –                                    | –                                    |                                      | –                                    | –                                    | –                                    | –                                    | –                                    | –                                    | 2                                    | 8                                    | –                                    | –                                    | 12                                   | –                                    | 12                                   | 2                                    | –                                    | –                                    | 3                                    | 7                                    | –                                    | –                                    | –                                    | 62                                   |
| Pays | Allemagne                            | –                                    | –                                    | –                                    | –                                    | –                                    | –                                    | –                                    | –                                    | –                                    | –                                    | –                                    | –                                    | –                                    | –                                    | –                                    | –                                    | –                                    | –                                    | –                                    | –                                    | –                                    | –                                    |                                      | –                                    | –                                    | –                                    | –                                    | –                                    | –                                    | –                                    | –                                    | –                                    | –                                    | –                                    | –                                    | –                                    | –                                    | –                                    | –                                    | 0                                    |
| Pays | Finlande                             | 4                                    | 6                                    | 4                                    | 3                                    | 7                                    | 12                                   | 2                                    | 5                                    | 6                                    | 2                                    | 4                                    | 7                                    | 8                                    | 4                                    | 6                                    | 8                                    | 5                                    | 5                                    | 7                                    | 8                                    | 4                                    | 6                                    | 8                                    | 3                                    |                                      | 5                                    | 8                                    | 12                                   | 6                                    | 6                                    | 4                                    | –                                    | 7                                    | 7                                    | 8                                    | 1                                    | 12                                   | 4                                    | 4                                    | 218                                  |
| Pays | Bulgarie                             | –                                    | –                                    | 2                                    | 5                                    | –                                    | –                                    | –                                    | –                                    | –                                    | 8                                    | –                                    | 8                                    | –                                    | –                                    | –                                    | –                                    | –                                    | –                                    | –                                    |                                      | 7                                    | –                                    | –                                    | –                                    | –                                    | –                                    | –                                    | –                                    | –                                    | –                                    | –                                    | –                                    | –                                    | –                                    | –                                    | –                                    | –                                    | –                                    | –                                    | 30                                   |
| Pays | Lituanie                             | 3                                    | 4                                    | –                                    | –                                    | 6                                    | 10                                   | –                                    | –                                    | 12                                   | 4                                    | 3                                    | 12                                   | 5                                    | –                                    | –                                    | 12                                   | 12                                   | 2                                    | –                                    | –                                    | 5                                    | 7                                    | 12                                   | 6                                    | 5                                    | –                                    | 10                                   | 4                                    | 3                                    | –                                    | 1                                    | 10                                   |                                      | 4                                    | 2                                    | –                                    | 7                                    | 1                                    | 3                                    | 165                                  |
| Pays | Ukraine                              | 12                                   | 12                                   | 5                                    | 4                                    | 1                                    | 5                                    | 4                                    | 8                                    | 5                                    | 6                                    | 7                                    | 4                                    | 12                                   | 7                                    | 5                                    | 6                                    | 8                                    | 10                                   | 8                                    | 6                                    | 6                                    | 10                                   | 4                                    | 10                                   | 10                                   | 10                                   |                                      | 8                                    | 7                                    | 8                                    | 10                                   | 6                                    | 12                                   | 1                                    | 7                                    | 12                                   | 4                                    | 2                                    | 5                                    | 267                                  |
| Pays | France                               | 8                                    | 5                                    | 10                                   | 6                                    | 3                                    | 7                                    | 5                                    | 2                                    | 4                                    | 12                                   | 6                                    | 5                                    | 1                                    | 6                                    | 8                                    | 3                                    | 7                                    | 6                                    | 10                                   | 10                                   | 8                                    | 12                                   | 10                                   | 4                                    | 6                                    | 12                                   | 5                                    | 7                                    | 8                                    | 7                                    | 2                                    | 5                                    | 8                                    | 3                                    | 6                                    |                                      | 6                                    | 6                                    | 12                                   | 251                                  |
| Pays | Azerbaïdjan                          | 2                                    | –                                    | –                                    | –                                    | –                                    | –                                    | 3                                    |                                      | 1                                    | –                                    | –                                    | –                                    | –                                    | –                                    | 2                                    | –                                    | –                                    | 1                                    | 4                                    | 4                                    | –                                    | –                                    | –                                    | –                                    | –                                    | –                                    | 3                                    | –                                    | 4                                    | 2                                    | –                                    | 3                                    | –                                    | –                                    | 4                                    | –                                    | –                                    | –                                    | –                                    | 33                                   |
| Pays | Norvège                              | –                                    | 3                                    | –                                    | –                                    | 10                                   | 4                                    | –                                    | 7                                    |                                      | –                                    | 1                                    | 2                                    | –                                    | 2                                    | –                                    | 2                                    | –                                    | –                                    | –                                    | –                                    | –                                    | 1                                    | 1                                    | 1                                    | 4                                    | –                                    | –                                    | 1                                    | –                                    | –                                    | –                                    | –                                    | 5                                    | 8                                    | –                                    | –                                    | 8                                    | –                                    | –                                    | 60                                   |
| Pays | Pays-Bas                             | –                                    | –                                    | –                                    | –                                    | –                                    | –                                    | –                                    | –                                    | –                                    | –                                    | –                                    | –                                    | –                                    | –                                    | –                                    | –                                    | –                                    | –                                    | –                                    | –                                    | –                                    | –                                    | –                                    | –                                    | –                                    | –                                    | –                                    | –                                    | –                                    | –                                    | –                                    | –                                    | –                                    | –                                    | –                                    | –                                    | –                                    | –                                    |                                      | 0                                    |
| Pays | Italie                               | 7                                    | 10                                   | 12                                   | 10                                   | 12                                   | 8                                    | 8                                    | 10                                   | 7                                    | 10                                   | 8                                    | 3                                    |                                      | 10                                   | 10                                   | 7                                    | 6                                    | 8                                    | 12                                   | 12                                   | 10                                   | 8                                    | 7                                    | 7                                    | 8                                    | 7                                    | 12                                   | 5                                    | 10                                   | 10                                   | 6                                    | 8                                    | 10                                   | 5                                    | 10                                   | 10                                   | 3                                    | 10                                   | 2                                    | 318                                  |
| Pays | Suède                                | –                                    | 1                                    | –                                    | 1                                    | 8                                    | 1                                    | –                                    | –                                    | 8                                    | –                                    | –                                    | –                                    | –                                    | –                                    | –                                    | 1                                    | 1                                    | 3                                    | –                                    | 1                                    | –                                    | 3                                    | –                                    | –                                    | 3                                    | 4                                    | 2                                    | 10                                   | –                                    | –                                    | –                                    | –                                    | 1                                    | 10                                   | –                                    | 2                                    |                                      | 3                                    | –                                    | 63                                   |
| Pays | Saint-Marin                          | –                                    | –                                    |                                      | –                                    | –                                    | –                                    | –                                    | 3                                    | –                                    | –                                    | –                                    | –                                    | 3                                    | –                                    | –                                    | –                                    | –                                    | –                                    | –                                    | –                                    | –                                    | –                                    | –                                    | –                                    | –                                    | –                                    | –                                    | –                                    | –                                    | –                                    | –                                    | 7                                    | –                                    | –                                    | –                                    | –                                    | –                                    | –                                    | –                                    | 13                                   |
| Le tableau suit verticalement l'ordre de passage des pays participants et horizontalement l'ordre de vote. |                                      |                                      |                                      |                                      |                                      |                                      |                                      |                                      |                                      |                                      |                                      |                                      |                                      |                                      |                                      |                                      |                                      |                                      |                                      |                                      |                                      |                                      |                                      |                                      |                                      |                                      |                                      |                                      |                                      |                                      |                                      |                                      |                                      |                                      |                                      |                                      |                                      |                                      |                                      |                                      |                                      |

| Finale                                                    | Jurys | Jurys  | Télévote | Télévote | Total | Total  |
| Finale                                                    | Place | Points | Place    | Points   | Place | Points |
| --------------------------------------------------------- | ----- | ------ | -------- | -------- | ----- | ------ |
| Chypre                                                    | 16e   | 50     | 15e      | 44       | 16e   | 94     |
| Albanie                                                   | 20e   | 22     | 16e      | 35       | 21e   | 57     |
| Israël                                                    | 12e   | 73     | 20e      | 20       | 17e   | 93     |
| Belgique                                                  | 13e   | 71     | 22e      | 3        | 19e   | 74     |
| Russie                                                    | 8e    | 104    | 8e       | 100      | 9e    | 204    |
| Malte                                                     | 3e    | 208    | 14e      | 47       | 7e    | 255    |
| Portugal                                                  | 7e    | 126    | 19e      | 27       | 12e   | 153    |
| Serbie                                                    | 21e   | 20     | 9e       | 82       | 15e   | 102    |
| Royaume-Uni                                               | 26e   | 0      | 23e      | 0        | 26e   | 0      |
| Grèce                                                     | 10e   | 91     | 10e      | 79       | 10e   | 170    |
| Suisse                                                    | 1re   | 267    | 7e       | 165      | 3e    | 432    |
| Islande                                                   | 5e    | 198    | 5e       | 180      | 4e    | 378    |
| Espagne                                                   | 24e   | 6      | 23e      | 0        | 24e   | 6      |
| Moldavie                                                  | 15e   | 53     | 12e      | 62       | 13e   | 115    |
| Allemagne                                                 | 25e   | 3      | 23e      | 0        | 25e   | 3      |
| Finlande                                                  | 11e   | 83     | 4e       | 218      | 6e    | 301    |
| Bulgarie                                                  | 6e    | 140    | 18e      | 30       | 11e   | 170    |
| Lituanie                                                  | 14e   | 55     | 6e       | 165      | 8e    | 220    |
| Ukraine                                                   | 9e    | 97     | 2e       | 267      | 5e    | 364    |
| France                                                    | 2e    | 248    | 3e       | 251      | 2e    | 499    |
| Azerbaïdjan                                               | 19e   | 32     | 17e      | 33       | 20e   | 65     |
| Norvège                                                   | 22e   | 15     | 13e      | 60       | 18e   | 75     |
| Pays-Bas (hôte)                                           | 23e   | 11     | 23e      | 0        | 23e   | 11     |
| Italie                                                    | 4e    | 206    | 1re      | 318      | 1re   | 524    |
| Suède                                                     | 17e   | 46     | 11e      | 63       | 14e   | 109    |
| Saint-Marin                                               | 18e   | 37     | 21e      | 13       | 22e   | 50     |
| Le tableau suit l'ordre de passage des pays participants. |       |        |          |          |       |        |

### Prix Marcel-Bezençon
Les prix Marcel-Bezençon sont remis pour la première fois durant le Concours Eurovision de la chanson 2002 à Tallinn en Estonie pour honorer les meilleures chansons en compétition lors de la finale. Fondés par Christer Björkman (représentant de la Suède lors de l'Eurovision 1992 et producteur des éditions 2013 et 2016) et Richard Herrey (membre des Herreys et vainqueur suédois en 1984), les prix portent le nom du créateur de la compétition annuelle, Marcel Bezençon. Remis tous les ans, ils sont répartis en trois catégories : le prix de la presse attribué par les médias accrédités à la meilleure chanson, le prix de la meilleure performance artistique attribué au meilleur artiste par les commentateurs et, enfin, le prix de la meilleure composition attribué par les auteurs-compositeurs participants aux meilleurs compositeurs de la soirée. En 2021, les candidats récompensés sont, :
| Catégories                                  | Pays   | Interprète(s) | Chanson        | Compositeurs                                               |
| ------------------------------------------- | ------ | ------------- | -------------- | ---------------------------------------------------------- |
| Prix de la presse                           | France | Barbara Pravi | Voilà          | Barbara Pravi, Igit et Lili Poe                            |
| Prix de la meilleure performance artistique | France | Barbara Pravi | Voilà          | Barbara Pravi, Igit et Lili Poe                            |
| Prix de la meilleure composition            | Suisse | Gjon's Tears  | Tout l'Univers | Gjon's Tears, Nina Sampermans, Wouter Hardy, Xavier Michel |

## Incidents et controverses

### Disqualification de la Biélorussie
Le 9 mars 2021, le diffuseur biélorusse BTRC dévoile la chanson du pays : Ya Nauchu Tebya, interprétée par le groupe Galasy ZMesta. La chanson suscite rapidement la controverse et de nombreuses personnes demandent la disqualification de la Biélorussie. En effet, les paroles de la chanson contribueraient à promouvoir le gouvernement biélorusse — très contesté depuis sa réélection — enfreignant alors les règles de l'Eurovision, qui stipulent qu'« il est interdit d’inclure tout mot ou tout geste de nature politique ou assimilable ». Par ailleurs, le groupe Galasy ZMesta a, lors des manifestations contre la réélection du président, ouvertement critiqué le mouvement et apporté son soutien au gouvernement. De plus, le pays a retiré VAL — qui aurait dû participer au concours en 2020 — de leur sélection en indiquant que le groupe n'a « pas de conscience », ceci alors que les artistes ont apporté leur soutien aux manifestations et à l'opposition biélorusse.
Le 10 mars 2021, en Suède, la SVT et la sélection nationale suédoise du Melodifestivalen 2021 réagissent à la polémique et remplacent le jury biélorusse par un jury britannique, évoquant la situation de la liberté médiatique dans le pays, la qualifiant de « très grave » et précisant que « c'était une mauvaise décision de choisir la Biélorussie comme un membre du jury international. ». Le lendemain, l'UER publie un premier communiqué concernant la controverse, expliquant que la chanson « remet en cause la nature apolitique du concours », confirmant l'inéligibilité de la chanson et demandant à BTRC de modifier la chanson en respectant le règlement,. Dans le cadre des discussions entre le diffuseur et l'UER, une deuxième chanson est proposée par BTRC.
Finalement, l'UER annonce le 26 mars la disqualification de la Biélorussie, celle-ci n'étant pas parvenue à présenter dans les temps une chanson conforme au règlement,,. C'est la première fois depuis ses débuts en 2004 que le pays ne participe pas à l'Eurovision. Six jours après la finale, l'UER vote la suspension du diffuseur, laissant un délai de réponse de deux semaines,. Finalement, le 1er juillet 2021, le diffuseur est exclu de l'union, le rendant inéligible à toute participation à l'Eurovision.

### Remplacement de la chanteuse ukrainienne en répétition
Le 12 mai 2021, avant la deuxième répétition, la chanteuse du groupe ukrainien Go_A, Kateryna Pavlenko, annonce se sentir mal. Conformément au protocole de sécurité sanitaire, la chanteuse se place alors en quarantaine dans sa chambre d'hôtel. Les autres membres du groupe, testés négatifs au Covid-19, répètent avec la chanteuse néerlandaise Emmie van Stijn en remplacement,,. Le lendemain, le test PCR de Kateryna Pavlenko revient négatif, lui permettant de reprendre les répétitions,.
Emmie van Stijn a reçu de nombreux compliments pour sa performance en tant que doublure, notamment pour sa prononciation des paroles en ukrainien. La délégation ukrainienne l'a ensuite invitée à siéger avec eux dans la Green room pendant la première demi-finale.

### Cas de Covid-19

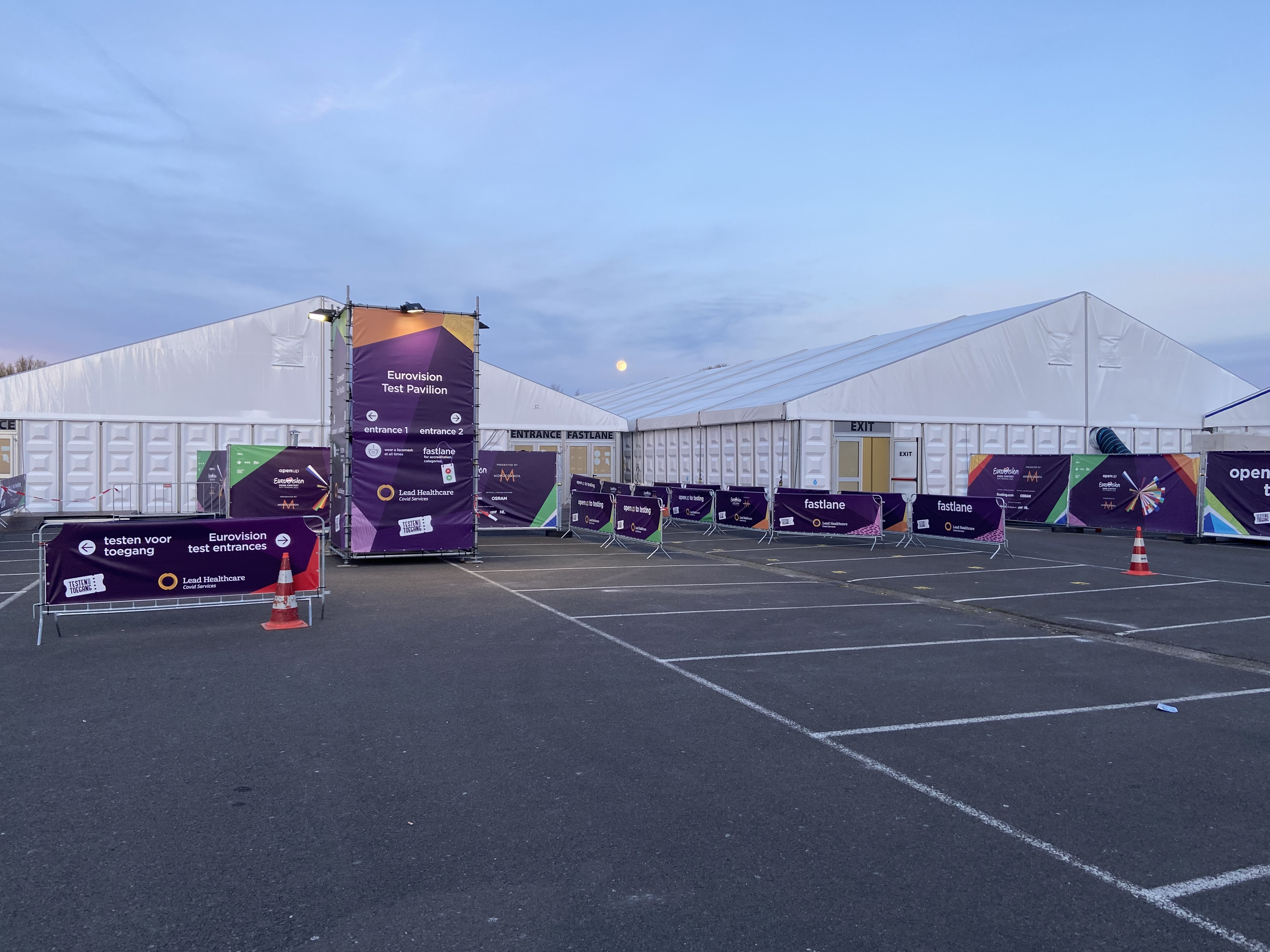
Une zone de test Covid-19 est installée à l'extérieur du Rotterdam Ahoy pendant les semaines de l'Eurovision.

Avant la cérémonie d'ouverture, les délégations polonaise et islandaise ont toutes les deux un membre testé positif au Covid-19. En vertu du protocole sanitaire, les deux délégations se placent alors en quarantaine et sont absentes de l'événement,,,. Les délégations roumaine et maltaise, logées dans le même hôtel qu'elles, se mettent également en quarantaine par mesure de précaution,.
Les autres membres des délégations polonaise et islandaise sont ensuite testés négatifs mais restent à l'isolement jusqu'au jury show — répétition générale ayant lieu la veille du spectacle télévisé et lors de laquelle les jurys nationaux votent — de la deuxième demi-finale,. Si la délégation polonaise voit en effet sa quarantaine levée à la date prévue, il est annoncé qu'un des membres du groupe islandais Daði & Gagnamagnið est positif au virus. Le groupe décide alors de ne plus participer au spectacle en direct. La délégation islandaise décide d'utiliser l'enregistrement d'une répétition comme prestation de secours. Ainsi, c'est cette répétition qui est diffusée, à la fois aux  jury shows et pendant le direct télévisé,.
Le 20 mai 2021, l'UER annonce que Duncan Laurence, qui devait participer à l'entracte de la finale, est positif au Covid-19 et ne peut donc pas réaliser sa performance en direct. Celle-ci est remplacée par un enregistrement des répétitions,. De plus, Duncan Laurence était prévu comme porte-parole des Pays-Bas pendant la procédure de vote, rôle qui est alors repris par Romy Monteiro. Enfin, le chanteur ne peut pas être présent pour donner le trophée au groupe qui lui succède, Måneskin. Ce sont donc les présentateurs qui, au terme du concours, leur donnent le trophée.
Le lendemain de la finale, un membre de la délégation norvégienne est testé positif et est alors forcé de rester en quarantaine à Rotterdam. Six autres membres de cette délégation sont testés positifs après leur retour en Norvège.

### Problèmes techniques

#### Problèmes lors desjury show
Pendant le jury show — répétition générale ayant lieu la veille du spectacle télévisé et lors de laquelle les jurys nationaux votent — de la première demi-finale, les délégations roumaine, ukrainienne et maltaise rencontrent des problèmes lors de leur performance. Plus particulièrement, la chanteuse Roxen est en décalage lors du refrain de sa chanson. L'UER confirme plus tard que des problèmes de retour par oreillette ont bien eu lieu et que les artistes concernés ont eu un deuxième passage.
Lors du jury show de la finale, la plateforme tournante utilisée pour la prestation de Saint-Marin ne s'arrête pas au moment attendu. La chanteuse Senhit doit alors sauter en marche. Par la suite, la délégation du pays dépose une plainte, affirmant aussi que les prises de vues étaient déformées en raison des problèmes de timing causés par le problème et propose à Senhit et Flo Rida de se retirer de l'événement. Ces derniers décident finalement de rester. Le superviseur exécutif du concours, Martin Österdahl, présente plus tard dans la soirée ses excuses à la délégation saint-marinaise, indiquant que le problème sera résolu en veillant à la plus grande sécurité des participants.

#### Casse d'une caméra avant la performance irlandaise
Pendant la première demi-finale, lors de la mise en place de la performance irlandaise, une caméra est cassée, causant un retard après la fin de la carte postale. La présentatrice Chantal Janzen improvise alors dans la green room en attendant que le problème soit résolu.

### Allégations de consommation de drogue par le chanteur italien
Dans l'attente des résultats, le leader du groupe italien Måneskin, Damiano David, est soupçonné d'avoir pris de la cocaïne devant les caméras de télévision, quelques minutes avant de remporter le concours. Les images sont diffusées en direct et font le tour des réseaux sociaux. On peut y voir le chanteur se pencher derrière le réceptacle contenant les boissons, lui-même posé sur une table, tandis que le batteur Ethan Torchio semble l'avertir de la présence d'une caméra d'un geste bref du coude.
Damiano David dément en conférence de presse lorsque le sujet est amené par le journaliste suédois Torbjörn Ek. Il explique que son camarade Thomas Raggi a cassé un verre et qu'il aidait à ramasser. Il déclare « Je ne consomme pas de drogues, ne dites pas ça s'il vous plaît. ».
Sur son compte Instagram, le groupe se dit « choqué » par ces allégations et déclare être « prêt à être testé car nous n'avons rien à cacher ». L'UER publie dans la foulée un communiqué indiquant qu'un test aura bien lieu lors de l'arrivée du groupe en Italie, à la requête de Damiano David. Dans ce même communiqué, l'UER explique que du verre brisé a bien été retrouvé sur les lieux,. Le lendemain, la délégation française déclare ne pas souhaiter déposer une réclamation contre les vainqueurs tandis que la délégation italienne insiste pour réaliser un test anti-drogue.
La controverse est principalement relayée dans la presse française, au point où le ministres des Affaires étrangères Jean-Yves Le Drian y réagit, tandis que la presse italienne la décrit généralement comme une blague sur les réseaux sociaux qui est allée trop loin.
Le 24 mai 2021, les organisateurs de l'Eurovision décident de classer l'affaire, le test anti-drogue du chanteur s'étant avéré négatif. L'UER dénonce, dans un dernier communiqué, des « spéculations inexactes conduisant à des fake news qui ont éclipsé l'esprit et le résultat de l'événement et ont injustement affecté le groupe »,.

### Accusation de plagiat envers le groupe vainqueur
À la suite de la victoire du groupe italien Måneskin, un membre du groupe néerlandais The Vendettas déclare que la chanson primée « ressemble à s’y méprendre à [un] morceau » de son groupe datant de 1994. La bassiste du groupe vainqueur Victoria De Angelis dément en déclarant qu'« on ne connaissait pas cette chanson » et qu'« elle est totalement différente de la nôtre » tout en reconnaissant « peut-être qu'il y a des similarités »,.

### Problèmes au télévote néerlandais
L'UER confirme le 24 mai 2021 que des problèmes ont eu lieu pour le télévote néerlandais lors de la finale. Sur les réseaux sociaux, de nombreux téléspectateurs se sont plaints de la non-prise en compte de leur vote et de n'avoir reçu un message de confirmation que plusieurs heures après l'émission. L'UER confirme au diffuseur néerlandais NOS que ces votes n'ont pas été pris en compte en raison d'un problème avec la branche locale de l'opérateur téléphonique T-Mobile, sur lequel l'union ne pouvait pas agir. Le télévote néerlandais est considéré valide malgré l'incident,,.

## Eurovision Song Celebration: Live-On-Tape
Le 29 mars 2021, l'UER annonce une soirée, intitulée Eurovision Song Celebration: Live-On-Tape, une semaine après l'événement. Diffusée les 28 et 29 mai 2021 sur YouTube dans le but de rendre hommage aux trente-neuf chansons participantes dans un format non-compétitif en diffusant les prestations Live-on-Tape des différents participants. Elle propose également des bonus inédits, comme les bêtisiers des cartes postales et du concours. L'ordre de passage est déterminé par les producteurs. Les fans sont également mis à contribution via le Fan Recap, pendant lequel ils peuvent envoyer de courts extraits vidéos où ils interprètent leurs chansons favorites.

## Retransmission du concours
L'Eurovision est diffusé dans quarante-quatre pays : les trente-neuf participants ainsi que cinq supplémentaires non participants. Il est également diffusé en direct sur la plateforme YouTube. Les tableaux suivants récapitulent les différents diffuseurs, à la fois dans les pays participants et non participants.

### Dans les pays participants
| Pays              | Diffuseur et commentateur(s)                                                    | Diffuseur et commentateur(s)            | Diffuseur et commentateur(s)                        | Porte-parole         | Réf.    |
| Pays              | Première demi-finale                                                            | Deuxième demi-finale                    | Finale                                              | Porte-parole         | Réf.    |
| ----------------- | ------------------------------------------------------------------------------- | --------------------------------------- | --------------------------------------------------- | -------------------- | ------- |
| Albanie           | RTSH 1, RTSH Muzikë, Radio Tirana                                               | RTSH 1, RTSH Muzikë, Radio Tirana       | RTSH 1, RTSH Muzikë, Radio Tirana                   | Andri Xhahu          | [ 158 ] |
| Albanie           | Andri Xhahu                                                                     |                                         |                                                     | Andri Xhahu          | [ 158 ] |
| Allemagne         | One                                                                             | One                                     | Das Erste, Deutsche Welle                           | Barbara Schöneberger | [ 159 ] |
| Allemagne         | Peter Urban                                                                     |                                         |                                                     | Barbara Schöneberger | [ 159 ] |
| Australie         | SBS                                                                             | SBS                                     | SBS                                                 | Joel Creasey         | [ 160 ] |
| Australie         | Myf Warhurst et Joel Creasey                                                    |                                         |                                                     | Joel Creasey         | [ 160 ] |
| Autriche          | ORF 1                                                                           | ORF 1                                   | ORF 1                                               | Philipp Hansa        | [ 161 ] |
| Autriche          | Andi Knoll                                                                      |                                         |                                                     | Philipp Hansa        | [ 161 ] |
| Azerbaïdjan       | İTV                                                                             | İTV                                     | İTV                                                 | Ell et Nikki         | [ 162 ] |
| Azerbaïdjan       | Murad Arif et Hüsniyə Məhərrəmova                                               |                                         |                                                     | Ell et Nikki         | [ 162 ] |
| Belgique          | (fr) La Une, RTBF Auvio, VivaCité                                               | (fr) La Une, RTBF Auvio                 | (fr) La Une, RTBF Auvio,VivaCité                    | Danira Boukhriss     | [ 163 ] |
| Belgique          | Fanny Jandrain et Jean-Louis Lahaye                                             |                                         |                                                     | Danira Boukhriss     | [ 163 ] |
| Belgique          | (nl) Één                                                                        | (nl) Één                                | (nl) Één                                            | Danira Boukhriss     | [ 164 ] |
| Belgique          | Peter van de Veire                                                              |                                         |                                                     | Danira Boukhriss     | [ 164 ] |
| Belgique          | Non diffusées                                                                   | Non diffusées                           | (nl) Radio 2                                        | Danira Boukhriss     | [ 164 ] |
| Belgique          | Non diffusées                                                                   | Non diffusées                           | Anja Daems et Showbizz Bart                         | Danira Boukhriss     | [ 164 ] |
| Bulgarie          | BNT 1, BNT 4                                                                    | BNT 1, BNT 4                            | BNT 1, BNT 4                                        | Joanna Dragneva      | ,       |
| Bulgarie          | Elena Rosberg et Petko Kralev                                                   |                                         |                                                     | Joanna Dragneva      | ,       |
| Chypre            | RIK 1, RIK HD                                                                   | RIK 1, RIK HD                           | RIK 1, RIK HD                                       | Loukas Hamatsos      | [ 167 ] |
| Chypre            | Louis Patsalides                                                                |                                         |                                                     | Loukas Hamatsos      | [ 167 ] |
| Croatie           | HRT 1                                                                           | HRT 1                                   | HRT 1                                               | Ivan Dorian Molnar   | [ 168 ] |
| Croatie           | Duško Ćurlić                                                                    |                                         |                                                     | Ivan Dorian Molnar   | [ 168 ] |
| Danemark          | DR1                                                                             | DR1                                     | DR1                                                 | Tina Müller          | ,       |
| Danemark          | Henrik Milling et Nicolai Molbech                                               |                                         |                                                     | Tina Müller          | ,       |
| Espagne           | La 2                                                                            | La 2                                    | La 1                                                | Nieves Álvarez       | ,       |
| Espagne           | Tony Aguilar, Julia Varela et Víctor Escudero                                   |                                         |                                                     | Nieves Álvarez       | ,       |
| Espagne           | Non diffusées                                                                   | Non diffusées                           | Radio Nacional, Radio Exterior                      | Nieves Álvarez       | ,       |
| Espagne           | Non diffusées                                                                   | Non diffusées                           | Imanol Durán                                        | Nieves Álvarez       | ,       |
| Estonie           | (et) ETV                                                                        | (et) ETV                                | (et) ETV                                            | Sissi                | [ 175 ] |
| Estonie           | Marko Reikop                                                                    |                                         |                                                     | Sissi                | [ 175 ] |
| Estonie           | (ru) ETV+                                                                       |                                         |                                                     | Sissi                | [ 175 ] |
| Estonie           | Aleksandr Hobotov et Julia Kalenda                                              |                                         |                                                     | Sissi                | [ 175 ] |
| Estonie           | (eso) Jupiter                                                                   | (eso) Jupiter                           | (eso) Jupiter                                       | Sissi                | [ 176 ] |
| Estonie           | Diffusion en langue des signes                                                  |                                         |                                                     | Sissi                | [ 176 ] |
| Finlande          | Yle TV1, Yle Areena, Yle X3M                                                    | Yle TV1, Yle Areena, Yle X3M            | Yle TV1, Yle Areena, Yle X3M                        | Katri Norrlin        | [ 177 ] |
| Finlande          | (fi) Mikko Silvennoinen (sv) Eva Frantz et Johan Lindroos (ru) Levan Tvaltvadze |                                         |                                                     | Katri Norrlin        | [ 177 ] |
| Finlande          | (fi) Yle Radio Suomi                                                            | (fi) Yle Radio Suomi                    | (fi) Yle Radio Suomi                                | Katri Norrlin        | [ 178 ] |
| Finlande          | Sanna Pirkkalainen et Toni Laaksonen                                            |                                         |                                                     | Katri Norrlin        | [ 178 ] |
| France            | France 4                                                                        | France 4                                | France 2                                            | Carla Lazzari        | [ 179 ] |
| France            | Laurence Boccolini                                                              | Laurence Boccolini                      | Stéphane Bern et Laurence Boccolini                 | Carla Lazzari        | [ 179 ] |
| Géorgie           | Pirveli Arkhi                                                                   | Pirveli Arkhi                           | Pirveli Arkhi                                       | Oto Nemsadze         | [ 180 ] |
| Géorgie           | Nika Lobiladze                                                                  |                                         |                                                     | Oto Nemsadze         | [ 180 ] |
| Grèce             | ERT1                                                                            | ERT1                                    | ERT1                                                | Manolis Gkinis       | [ 181 ] |
| Grèce             | Maria Kozakou et Yórgos Kapoutzídis                                             |                                         |                                                     | Manolis Gkinis       | [ 181 ] |
| Irlande           | RTÉ2                                                                            | RTÉ2                                    | RTÉ One                                             | Ryan O'Shaughnessy   | ,       |
| Irlande           | Marty Whelan                                                                    |                                         |                                                     | Ryan O'Shaughnessy   | ,       |
| Irlande           | RTÉ Radio 1                                                                     | Non diffusée                            | RTÉ 2fm                                             | Ryan O'Shaughnessy   | ,       |
| Irlande           | Neil Doherty et Zbyszek Zalinski                                                | Non diffusée                            | Neil Doherty et Zbyszek Zalinski                    | Ryan O'Shaughnessy   | ,       |
| Islande           | (is) RÚV                                                                        | (is) RÚV                                | (is) RÚV                                            | Hannes Óli Ágústsson | [ 184 ] |
| Islande           | Gísli Marteinn Baldursson                                                       |                                         |                                                     | Hannes Óli Ágústsson | [ 184 ] |
| Islande           | (en) RÚV.is                                                                     | (en) RÚV.is                             | (en) RÚV.is                                         | Hannes Óli Ágústsson | ,       |
| Islande           | Alex Elliott                                                                    |                                         |                                                     | Hannes Óli Ágústsson | ,       |
| Israël            | Kan 11, Kan Educational, Kan Tarbut                                             | Kan 11, Kan Educational, Kan Tarbut     | Kan 11, Kan Educational, Kan Tarbut                 | Lucy Ayoub           | [ 187 ] |
| Israël            | Asaf Liberman et Akiva Novik                                                    |                                         |                                                     | Lucy Ayoub           | [ 187 ] |
| Italie            | Rai 4                                                                           | Rai 4                                   | Rai 1                                               | Carolina Di Domenico | ,       |
| Italie            | Ema Stokholma et Saverio Raimondo                                               | Ema Stokholma et Saverio Raimondo       | Gabriele Corsi et Cristiano Malgioglio              | Carolina Di Domenico | ,       |
| Italie            | Rai Radio 2                                                                     | Rai Radio 2                             | Rai Radio 2                                         | Carolina Di Domenico | ,       |
| Italie            | Ema Stokholma et Saverio Raimondo                                               | Ema Stokholma et Saverio Raimondo       | Ema Stokholma et Gino Castaldo                      | Carolina Di Domenico | ,       |
| Lettonie          | LTV1                                                                            | LTV1                                    | LTV1                                                | Aminata              | [ 192 ] |
| Lettonie          | Toms Grēviņš                                                                    | Toms Grēviņš                            | Toms Grēviņš et Marie N                             | Aminata              | [ 192 ] |
| Lituanie          | LRT Televizija, LRT Radijas                                                     | LRT Televizija, LRT Radijas             | LRT Televizija, LRT Radijas                         | Andrius Mamontovas   | ,       |
| Lituanie          | Ramūnas Zilnys                                                                  |                                         |                                                     | Andrius Mamontovas   | ,       |
| Macédoine du Nord | MRT 1, MRT 2                                                                    | MRT 1, MRT 2                            | MRT 1, MRT 2                                        | Vane Markoski        | ,       |
| Macédoine du Nord | Eli Tanaskovska                                                                 |                                         |                                                     | Vane Markoski        | ,       |
| Malte             | TVM                                                                             | TVM                                     | TVM                                                 | Stephanie Spiteri    | ,       |
| Malte             | Pas de commentaire                                                              |                                         |                                                     | Stephanie Spiteri    | ,       |
| Moldavie          | Moldova 1, Radio Moldova                                                        | Moldova 1, Radio Moldova                | Moldova 1, Radio Moldova                            | Sergey Stepanov      | [ 199 ] |
| Moldavie          | Doina Stimpovschi                                                               |                                         |                                                     | Sergey Stepanov      | [ 199 ] |
| Norvège           | NRK1                                                                            | NRK1                                    | NRK1                                                | Silje Skjemstad Cruz | [ 200 ] |
| Norvège           | Marte Stokstad                                                                  |                                         |                                                     | Silje Skjemstad Cruz | [ 200 ] |
| Norvège           | Non diffusées                                                                   | Non diffusées                           | NRK P1                                              | Silje Skjemstad Cruz | [ 201 ] |
| Norvège           | Non diffusées                                                                   | Non diffusées                           | Ole-Christian Øen                                   | Silje Skjemstad Cruz | [ 201 ] |
| Norvège           | Non diffusées                                                                   | Non diffusées                           | NRK3                                                | Silje Skjemstad Cruz | [ 202 ] |
| Norvège           | Non diffusées                                                                   | Non diffusées                           | Martin Lepperød et Adelina Ibishi                   | Silje Skjemstad Cruz | [ 202 ] |
| Pays-Bas          | NPO 1, BVN                                                                      | NPO 1, BVN                              | NPO 1, BVN                                          | Romy Monteiro        | ,       |
| Pays-Bas          | Cornald Maas et Sander Lantiga                                                  |                                         |                                                     | Romy Monteiro        | ,       |
| Pays-Bas          | Non diffusées                                                                   | Non diffusées                           | NPO Radio 2                                         | Romy Monteiro        | ,       |
| Pays-Bas          | Non diffusées                                                                   | Non diffusées                           | Wouter van der Goes et Frank van Hof                | Romy Monteiro        | ,       |
| Pologne           | TVP 1, TVP Polonia                                                              | TVP 1, TVP Polonia                      | TVP 1, TVP Polonia                                  | Ida Nowakowska       | ,       |
| Pologne           | Marek Sierocki et Aleksander Sikora                                             |                                         |                                                     | Ida Nowakowska       | ,       |
| Portugal          | RTP1, RTP Internacional, RTP África                                             | RTP1, RTP Internacional, RTP África     | RTP1, RTP Internacional, RTP África                 | Elisa                | [ 207 ] |
| Portugal          | José Carlos Malato et Nuno Galopim                                              |                                         |                                                     | Elisa                | [ 207 ] |
| Roumanie          | TVR1, TVRi                                                                      | TVR1, TVRi                              | TVR1, TVRi                                          | Cătălina Ponor       | [ 208 ] |
| Roumanie          | Bogdan Stănescu                                                                 |                                         |                                                     | Cătălina Ponor       | [ 208 ] |
| Royaume-Uni       | BBC Four                                                                        | BBC Four                                | BBC One                                             | Amanda Holden        | ,       |
| Royaume-Uni       | Sara Cox, Chelcee Grimes et Scott Mills                                         | Sara Cox, Chelcee Grimes et Scott Mills | Graham Norton                                       | Amanda Holden        | ,       |
| Royaume-Uni       | Non diffusées                                                                   | Non diffusées                           | BBC Radio 2                                         | Amanda Holden        | ,       |
| Royaume-Uni       | Non diffusées                                                                   | Non diffusées                           | Ken Bruce                                           | Amanda Holden        | ,       |
| Russie            | Pervy Kanal                                                                     | Pervy Kanal                             | Pervy Kanal                                         | Polina Gagarina      | ,       |
| Russie            | Yuriy Aksuta et Iana Tchourikova                                                |                                         |                                                     | Polina Gagarina      | ,       |
| Saint-Marin       | San Marino RTV, Radio San Marino                                                | San Marino RTV, Radio San Marino        | San Marino RTV, Radio San Marino                    | Monica Fabbri        | [ 213 ] |
| Saint-Marin       | Lia Fiorio et Gigi Restivo                                                      |                                         |                                                     | Monica Fabbri        | [ 213 ] |
| Serbie            | RTS 1, RTS Planeta, RTS Svet                                                    | RTS 1, RTS Planeta, RTS Svet            | RTS 1, RTS Planeta, RTS Svet                        | Dragana Kosjerina    | ,       |
| Serbie            | Duška Vučinić                                                                   |                                         |                                                     | Dragana Kosjerina    | ,       |
| Serbie            | Non diffusées                                                                   | Non diffusées                           | Radio Belgrade 1                                    | Dragana Kosjerina    | [ 216 ] |
| Serbie            | Non diffusées                                                                   | Non diffusées                           | Katarina Epštajn et Nikoleta Dojčinović             | Dragana Kosjerina    | [ 216 ] |
| Slovénie          | RTV SLO2, RTV 4D, Radio Val 202                                                 | RTV SLO2, RTV 4D, Radio Val 202         | RTV SLO2, RTV 4D, Radio Val 202                     | Lorella Flego        | ,       |
| Slovénie          | Mojca Mavec                                                                     |                                         |                                                     | Lorella Flego        | ,       |
| Suède             | SVT1                                                                            | SVT1                                    | SVT1                                                | Carola               | [ 219 ] |
| Suède             | Edward af Sillén et Christer Björkman                                           |                                         |                                                     | Carola               | [ 219 ] |
| Suède             | SR P4                                                                           | SR P4                                   | SR P4                                               | Carola               | [ 220 ] |
| Suède             | Carolina Norén                                                                  |                                         |                                                     | Carola               | [ 220 ] |
| Suisse            | (de) SRF zwei                                                                   | (de) SRF zwei                           | (de) SRF 1                                          | Angélique Beldner    | [ 221 ] |
| Suisse            | Sven Epiney                                                                     |                                         |                                                     | Angélique Beldner    | [ 221 ] |
| Suisse            | (fr) RTS Play                                                                   | (fr) RTS 2                              | (fr) RTS 1                                          | Angélique Beldner    | [ 222 ] |
| Suisse            | Jean-Marc Richard et Nicolas Tanner                                             | Jean-Marc Richard et Nicolas Tanner     | Jean-Marc Richard, Nicolas Tanner et Joseph Gorgoni | Angélique Beldner    | [ 222 ] |
| Suisse            | Non diffusée                                                                    | (it) RSI La 2                           | (it) RSI La 1                                       | Angélique Beldner    | [ 223 ] |
| Suisse            | Non diffusée                                                                    | Clarissa Tami                           | Clarissa Tami et Sebalter                           | Angélique Beldner    | [ 223 ] |
| Tchéquie          | ČT2                                                                             | ČT2                                     | ČT1                                                 | Taťána Kuchařová     | ,       |
| Tchéquie          | Jan Maxián et Albert Černý                                                      |                                         |                                                     | Taťána Kuchařová     | ,       |
| Ukraine           | Pershyi                                                                         | Pershyi                                 | Pershyi                                             | Tayanna              | [ 226 ] |
| Ukraine           | Timur Miroshnychenko                                                            |                                         |                                                     | Tayanna              | [ 226 ] |
| Ukraine           | STB                                                                             |                                         |                                                     | Tayanna              | [ 226 ] |
| Ukraine           | Serhiy Prytula                                                                  |                                         |                                                     | Tayanna              | [ 226 ] |
| Ukraine           | Radio Promin                                                                    | Radio Promin                            | Radio Promin                                        | Tayanna              | [ 227 ] |
| Ukraine           | Anna Zakletska et Dmytro Zaharchenko                                            |                                         |                                                     | Tayanna              | [ 227 ] |

### Dans les autres pays
| Pays       | Diffuseur et commentateur(s)         | Diffuseur et commentateur(s) | Diffuseur et commentateur(s)                                 | Réf.    |
| Pays       | Première demi-finale                 | Deuxième demi-finale         | Finale                                                       | Réf.    |
| ---------- | ------------------------------------ | ---------------------------- | ------------------------------------------------------------ | ------- |
| Canada     | Omni Television                      | Omni Television              | Omni Television                                              | [ 228 ] |
| Canada     | Pas de commentaire                   |                              |                                                              | [ 228 ] |
| États-Unis | Peacock                              | Peacock                      | Peacock                                                      | [ 229 ] |
| États-Unis | Pas de commentaire                   |                              |                                                              | [ 229 ] |
| États-Unis | Non diffusées                        | Non diffusées                | WJFD-FM                                                      | [ 230 ] |
| États-Unis | Non diffusées                        | Non diffusées                | Ewan Spence et Ross Middleton                                | [ 230 ] |
| Kazakhstan | Khabar TV                            | Khabar TV                    | Khabar TV                                                    | [ 231 ] |
| Kazakhstan | Kaldybek Zhajsanbaj et Mahabbat Esen |                              |                                                              | [ 231 ] |
| Kosovo     | RTK                                  | RTK                          | RTK                                                          | [ 232 ] |
| Kosovo     | Inconnu                              |                              |                                                              | [ 232 ] |
| Slovaquie  | Non diffusées                        | Non diffusées                | Rádio FM                                                     | ,       |
| Slovaquie  | Non diffusées                        | Non diffusées                | Daniel Baláž, Lucia Haverlík, Pavol Hubinák et Juraj Malíček | ,       |
| Suriname   | Non diffusées                        | Non diffusées                | ATV                                                          | [ 235 ] |
| Suriname   | Non diffusées                        | Non diffusées                | Inconnu                                                      | [ 235 ] |

### Audiences
En 2021, l'Eurovision atteint 183 000 000 de téléspectateurs, soit une hausse de 1 000 000 par rapport à l'édition 2019, pour une audience moyenne de 40,5 %,. Le tableau ci-dessous résume les audiences de la finale dans différents pays diffuseurs.
| Pays                          | Part d'audience | Téléspectateurs | Ref     |
| ----------------------------- | --------------- | --------------- | ------- |
| Allemagne                     | 31,6 %          | 7 740 000       | [ 238 ] |
| Australie                     | 26,9 %          | 288 000         | [ 239 ] |
| Autriche                      | NC              | 596 000         | [ 240 ] |
| Belgique Communauté flamande  | 31,4 %          | 1 479 000       | ,       |
| Belgique Communauté française | 39,9 %          | 445 000         | [ 243 ] |
| Chypre                        | 62,8 %          | 173 000         | [ 244 ] |
| Danemark                      | NC              | 533 000         | [ 245 ] |
| Espagne                       | 29,4 %          | 4 071 000       | [ 246 ] |
| Estonie                       | 45,3 %          | 145 000         | [ 247 ] |
| Finlande                      | 81,4 %          | 1 388 000       | ,       |
| France                        | 31,4 %          | 5 492 000       | [ 249 ] |
| Grèce                         | 49,4 %          | 2 035 000       | [ 250 ] |
| Irlande                       | 31,6 %          | 359 000         | [ 251 ] |
| Islande                       | 99,9 %          | NC              | [ 236 ] |
| Italie                        | 24,4 %          | 4 300 000       | [ 236 ] |
| Lituanie                      | NC              | 897 000         | [ 252 ] |
| Norvège                       | 85,7 %          | 1 481 000       | ,       |
| Pays-Bas                      | 75,1 %          | 5 566 000       | [ 254 ] |
| Pologne                       | 16,3 %          | 1 500 000       | [ 255 ] |
| Portugal                      | 26,9 %          | 1 200 000       | [ 256 ] |
| Roumanie                      | 3,9 %           | 178 000         | [ 257 ] |
| Royaume-Uni                   | 48,5 %          | 7 400 000       | [ 258 ] |
| Serbie                        | 43,1 %          | NC              | [ 259 ] |
| Suède                         | 85,9 %          | 2 900 000       | [ 260 ] |
| Suisse Suisse alémanique      | 42,6 %          | 473 000         | [ 261 ] |